# Founding Fathers

The Declaration of Independence, een schilderij van John Trumbull uit 1819. Het toont het Committee of Five, dat hun ontwerp van de Amerikaanse Onafhankelijkheidsverklaring presenteert aan het Continental Congress (Philadelphia (Pennsylvania), 28 juni 1776). Sinds 1826 hangt het werk in Washington D.C., in de Rotonde van het Capitool.

De Founding Fathers zijn de grondleggers van de Verenigde Staten van Amerika. Hieronder verstaat men onder andere de ondertekenaars van de Amerikaanse Onafhankelijkheidsverklaring, de leden van de Constitutional Convention en andere invloedrijke personen uit de tijd van de Amerikaanse Onafhankelijkheidsoorlog en de eerste jaren van het bestaan van de VS. De bekendste Founding Fathers zijn George Washington, John Adams, Thomas Jefferson, James Madison, Benjamin Franklin, John Jay en Alexander Hamilton. 

## Lijst van de Founding Fathers

### De 56 ondertekenaars van de Onafhankelijkheidsverklaring

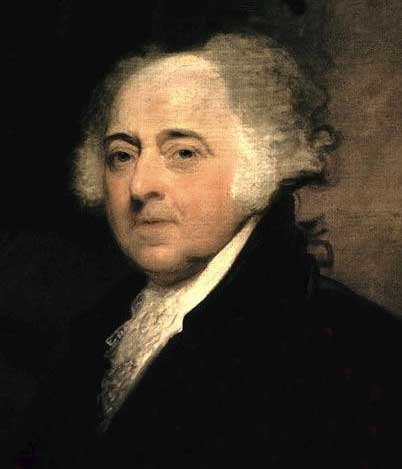
John Adams
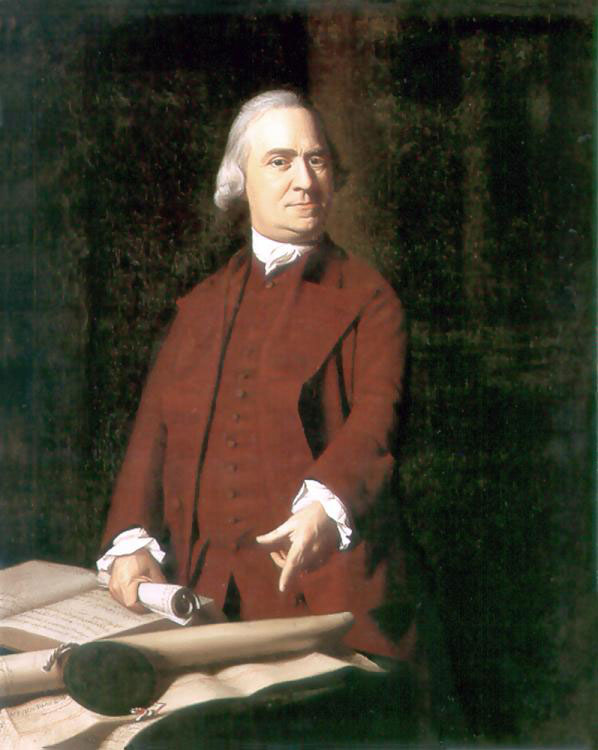
Samuel Adams
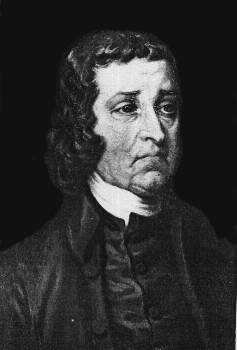
Josiah Bartlett
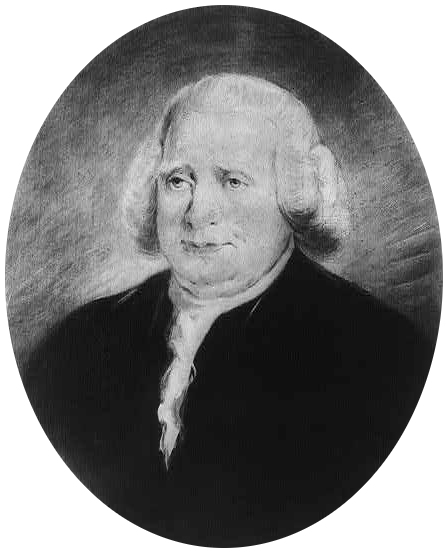
Carter Braxton
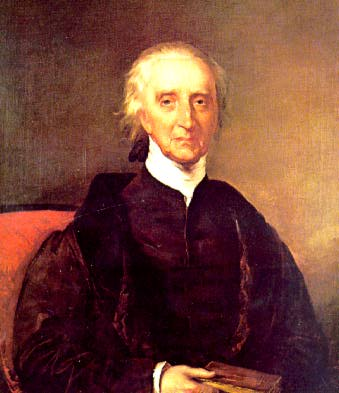
Charles Carroll
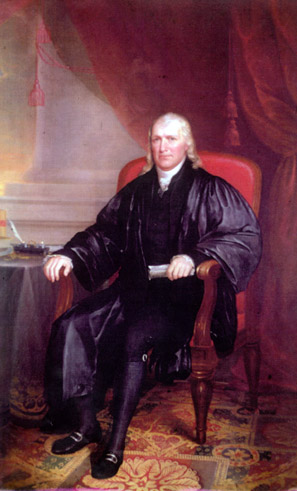
Samuel Chase
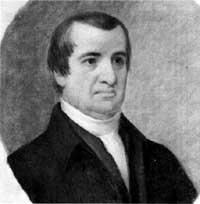
Abraham Clark
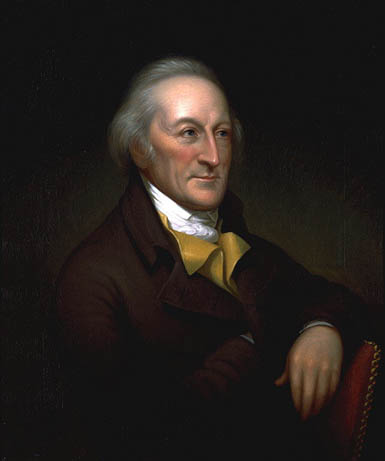
George Clymer
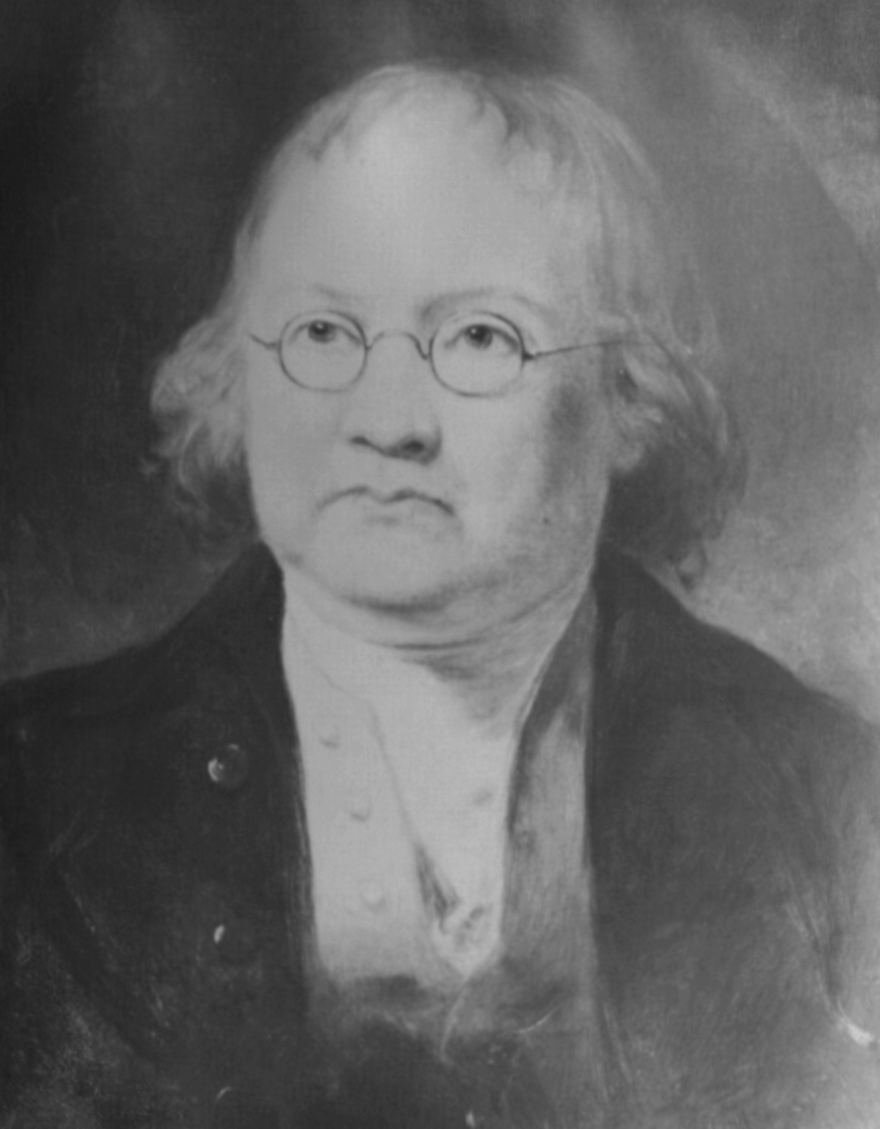
William Ellery
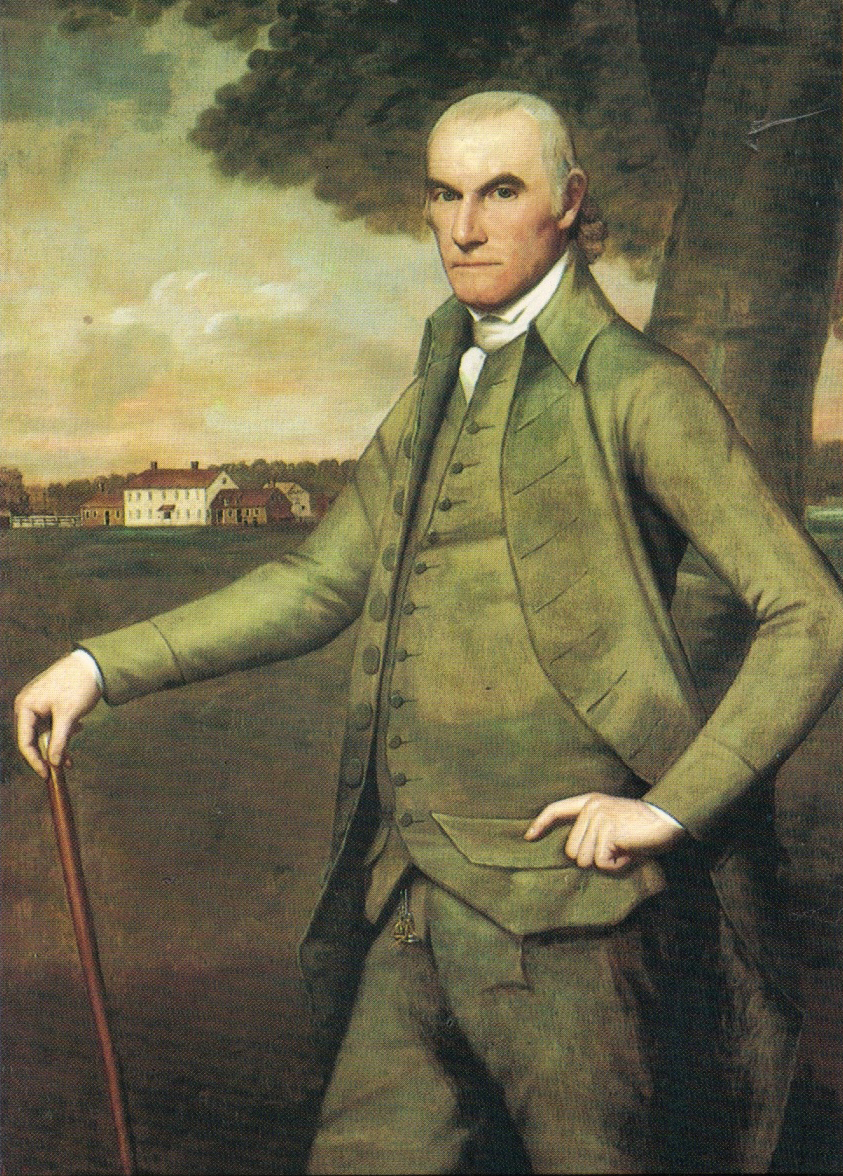
William Floyd
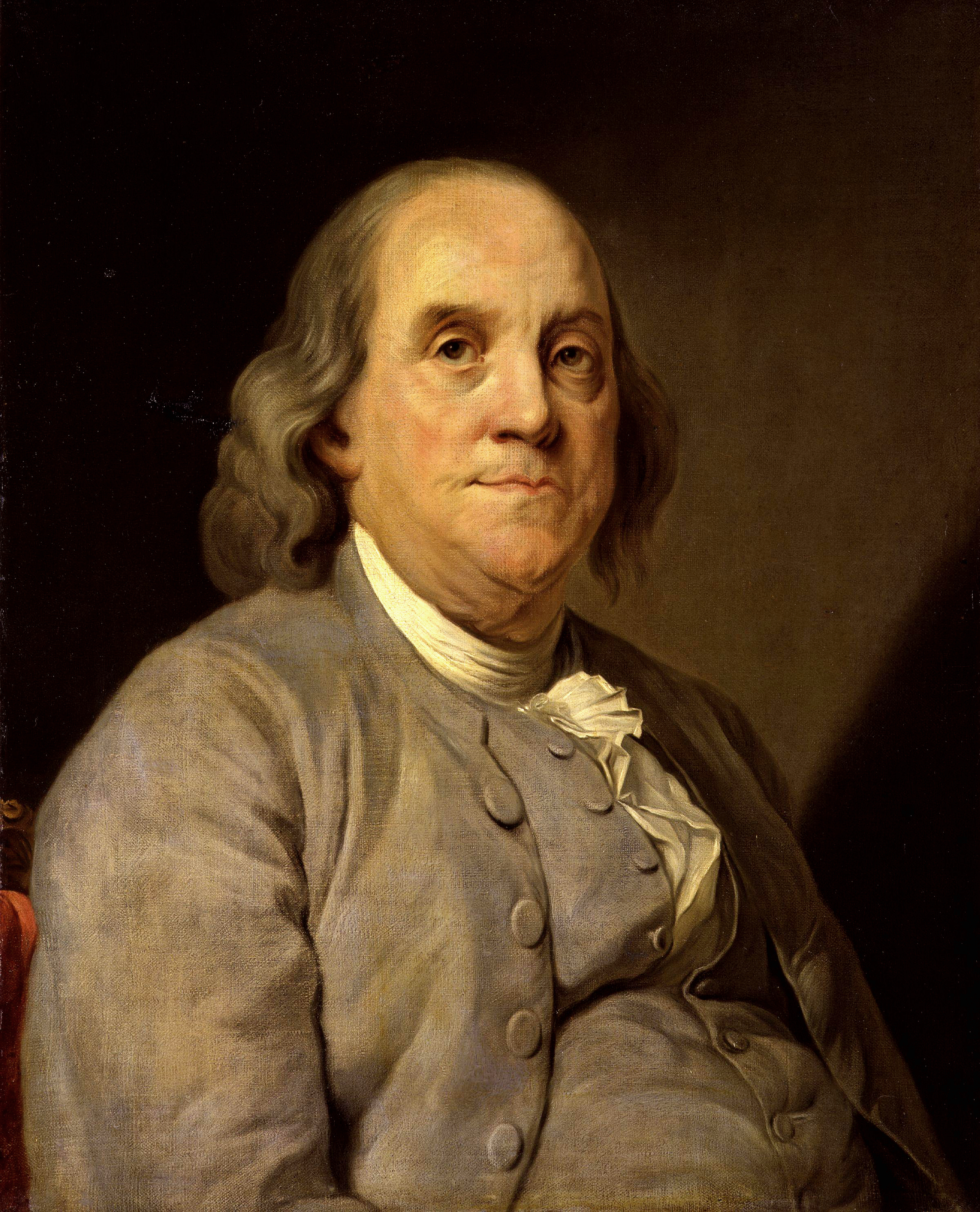
Benjamin Franklin
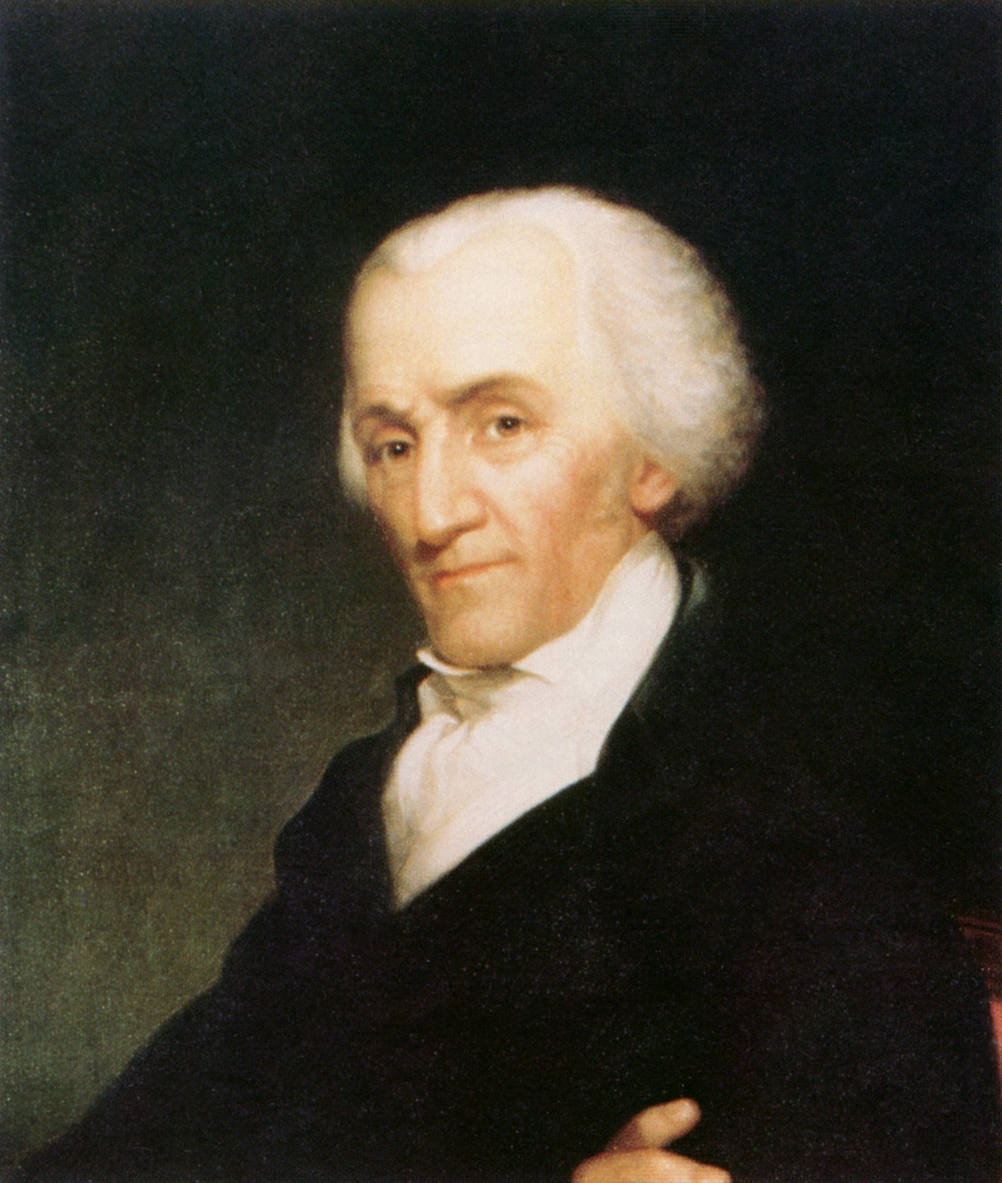
Elbridge Gerry
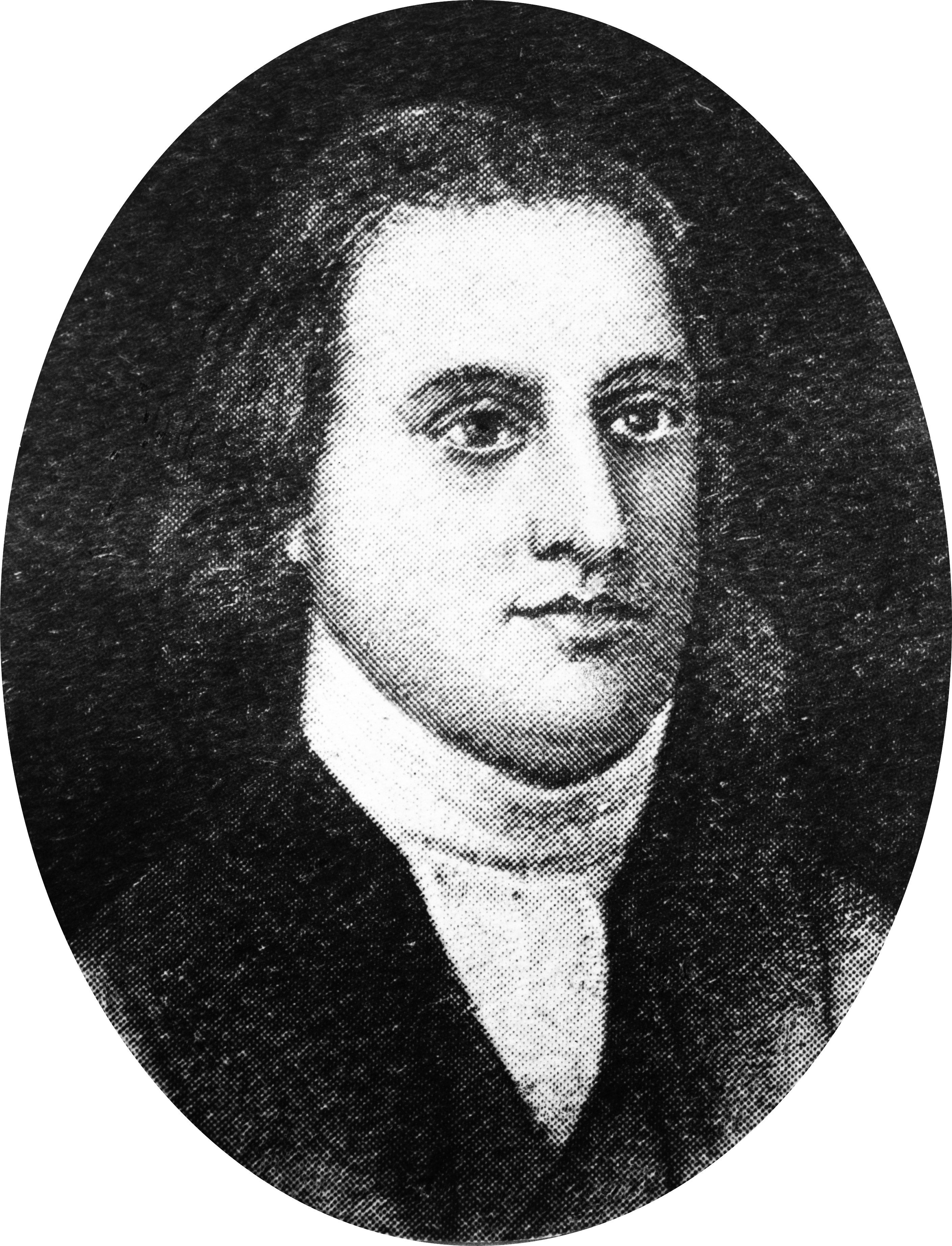
Button Gwinnett
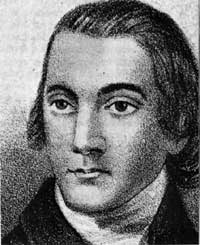
Lyman Hall
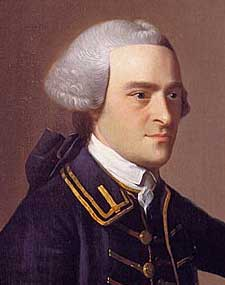
John Hancock
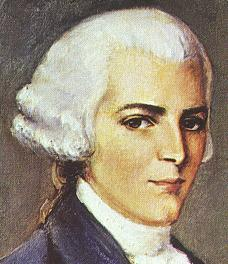
Benjamin Harrison
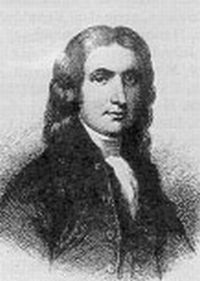
John Hart
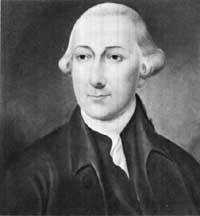
Joseph Hewes
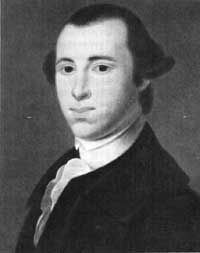
Thomas Heyward Junior
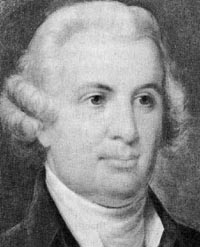
William Hooper
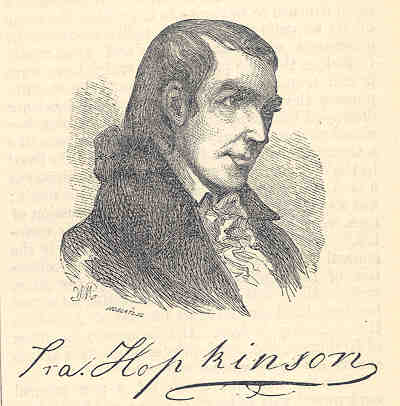
Francis Hopkinson
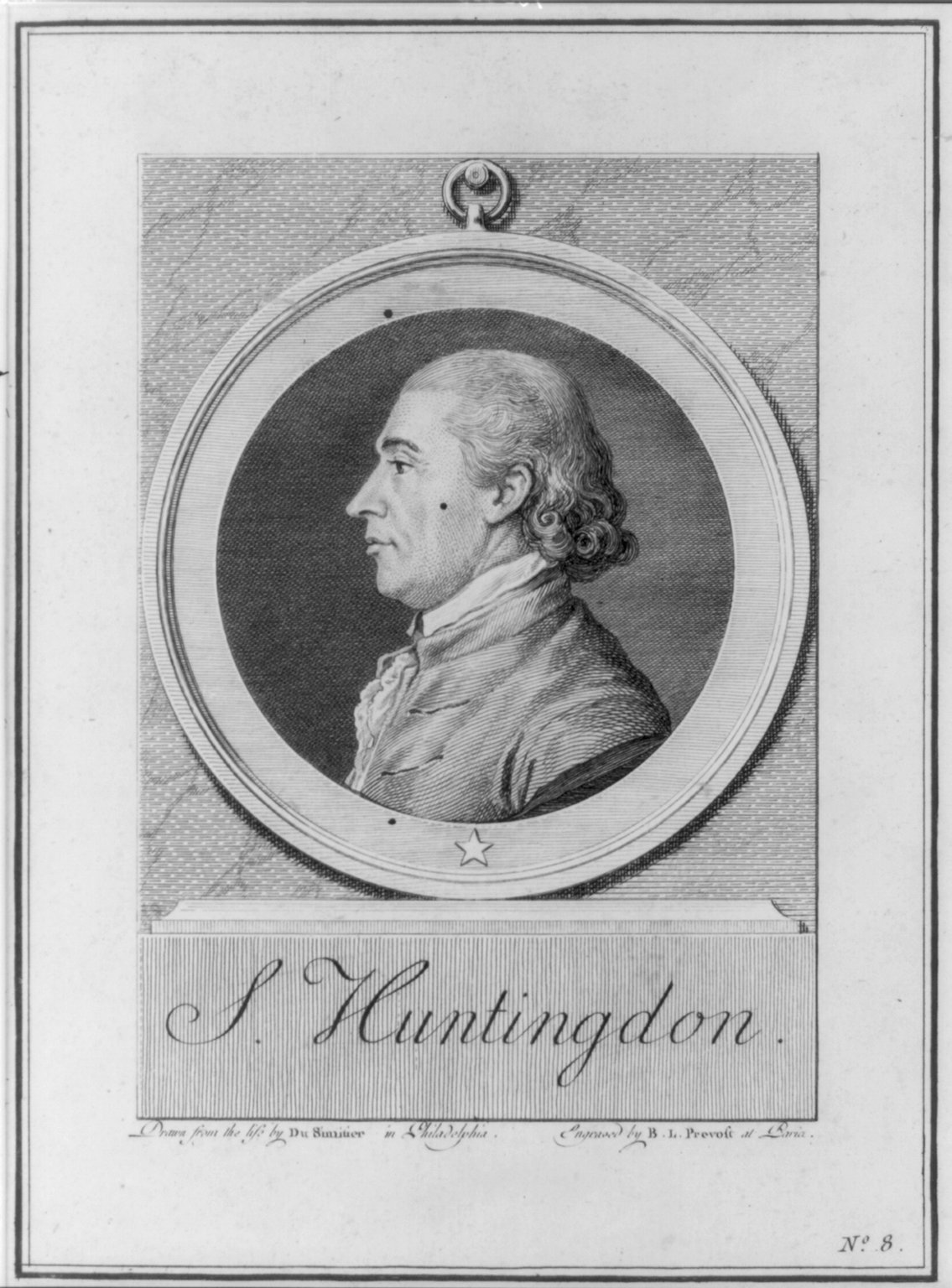
Samuel Huntington
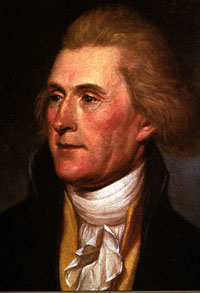
Thomas Jefferson
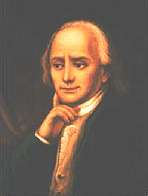
Francis Lightfoot Lee
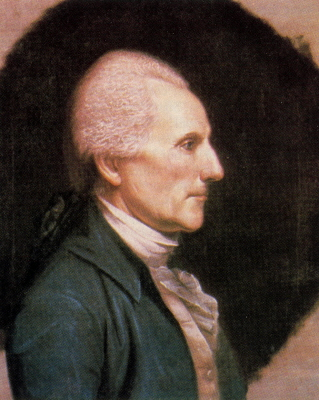
Richard Henry Lee
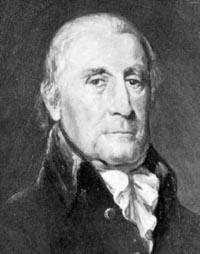
Francis Lewis
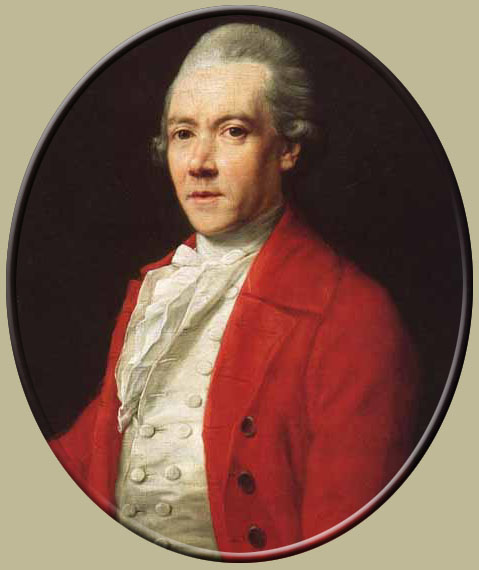
Philip Livingston
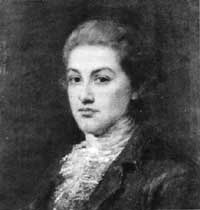
Thomas Lynch Junior
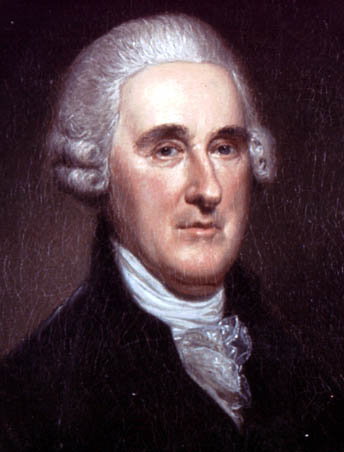
Thomas McKean
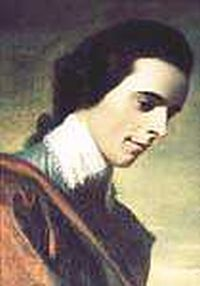
Arthur Middleton
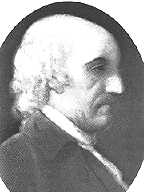
Lewis Morris
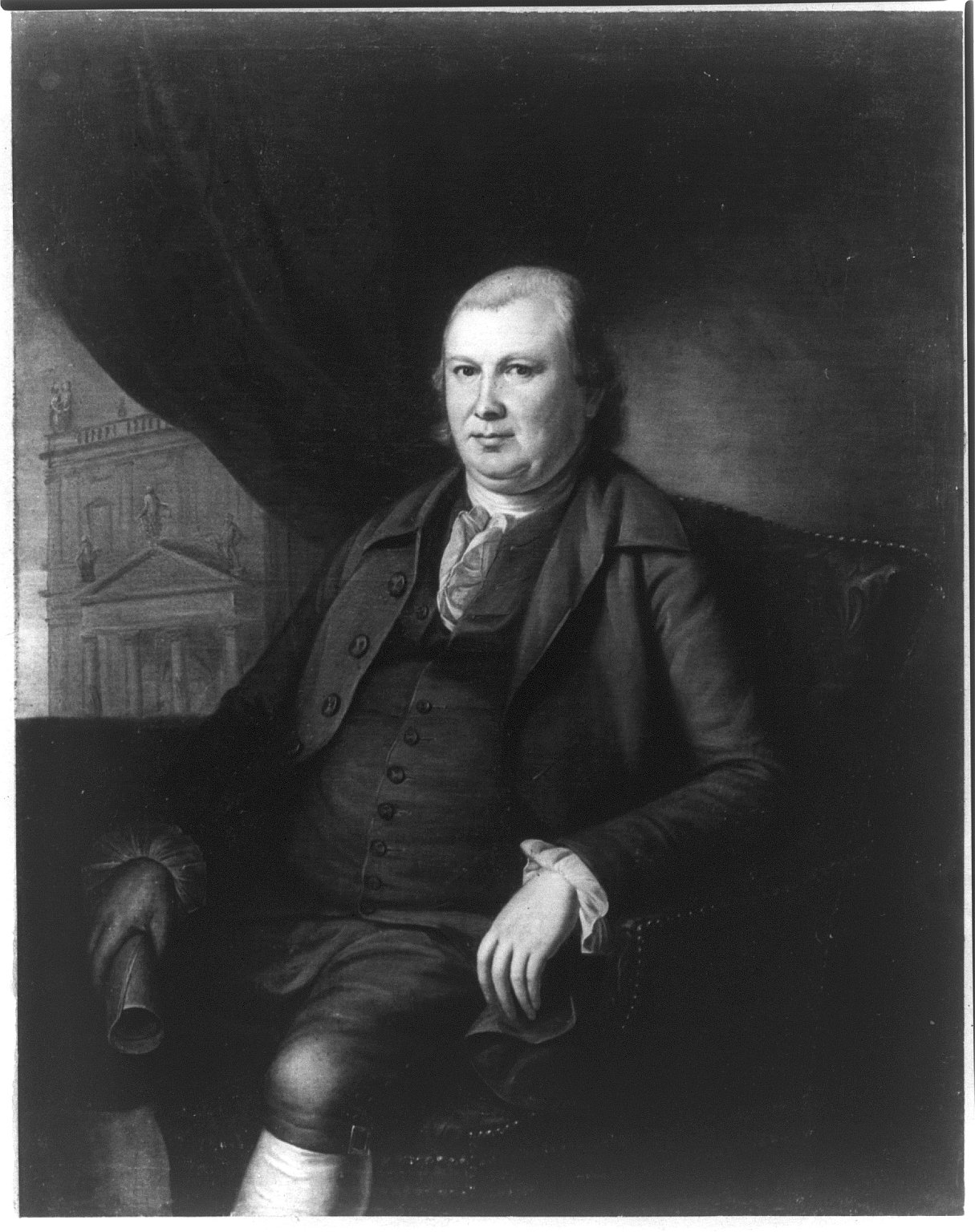
Robert Morris
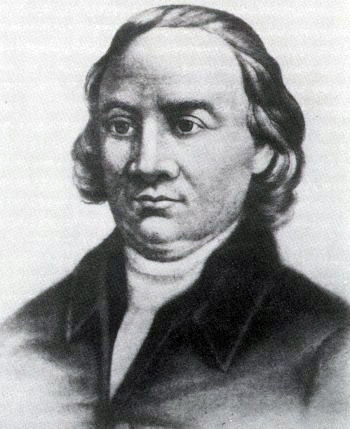
John Morton
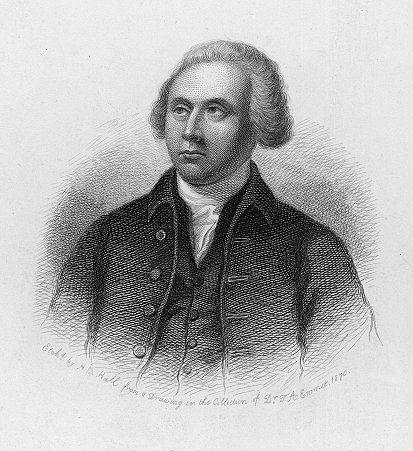
Thomas Nelson Junior
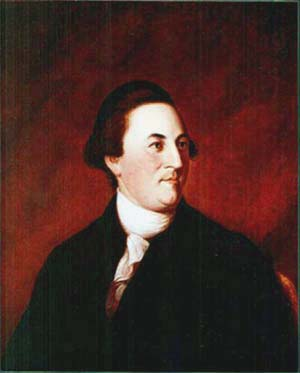
William Paca
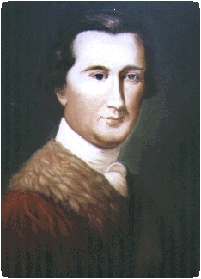
John Penn
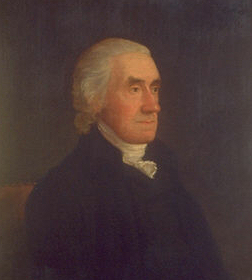
Robert Treat Paine
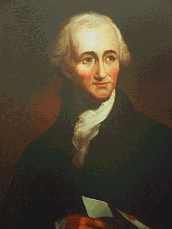
George Read
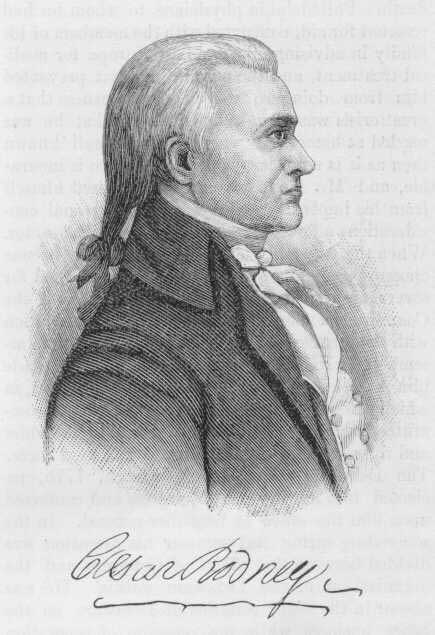
Caesar Rodney
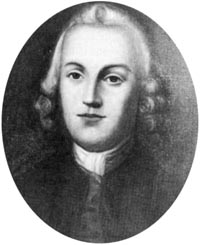
George Ross
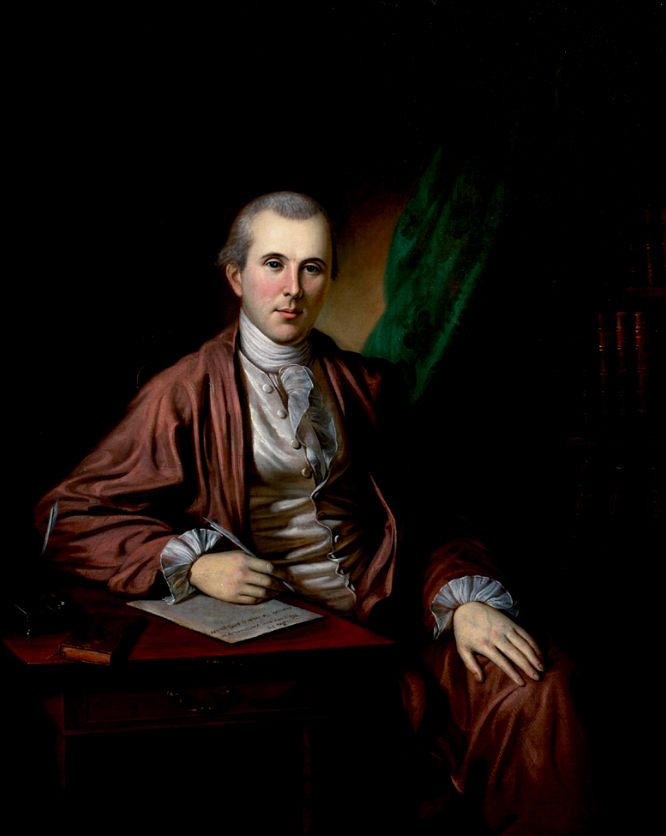
Benjamin Rush
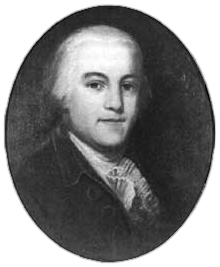
Edward Rutledge
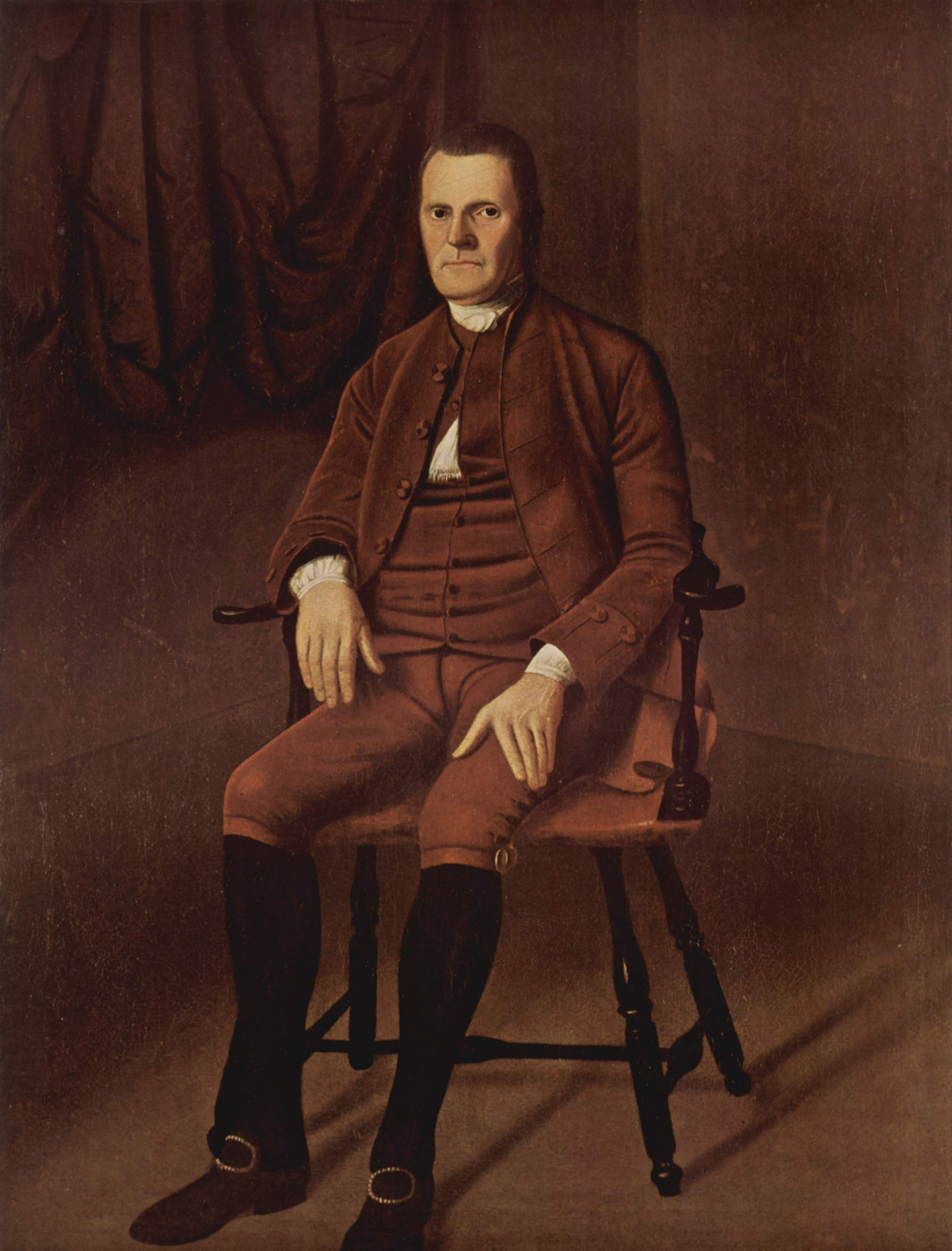
Roger Sherman
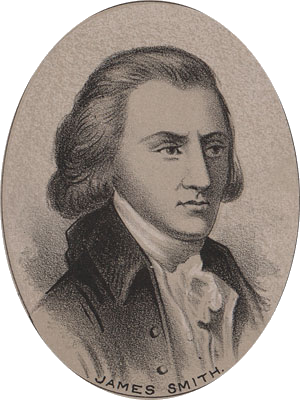
James Smith
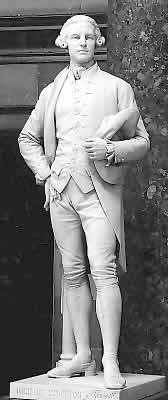
Richard Stockton
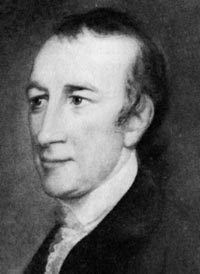
Thomas Stone
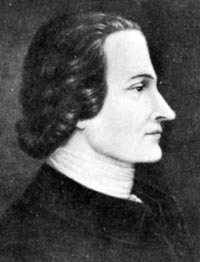
George Taylor
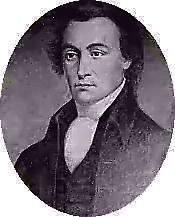
Matthew Thornton
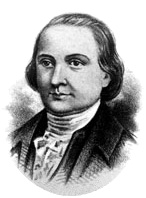
George Walton
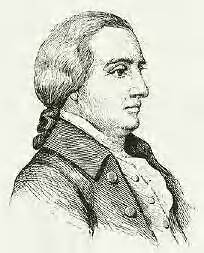
William Whipple
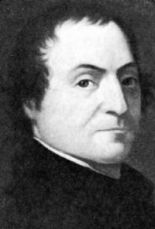
William Williams
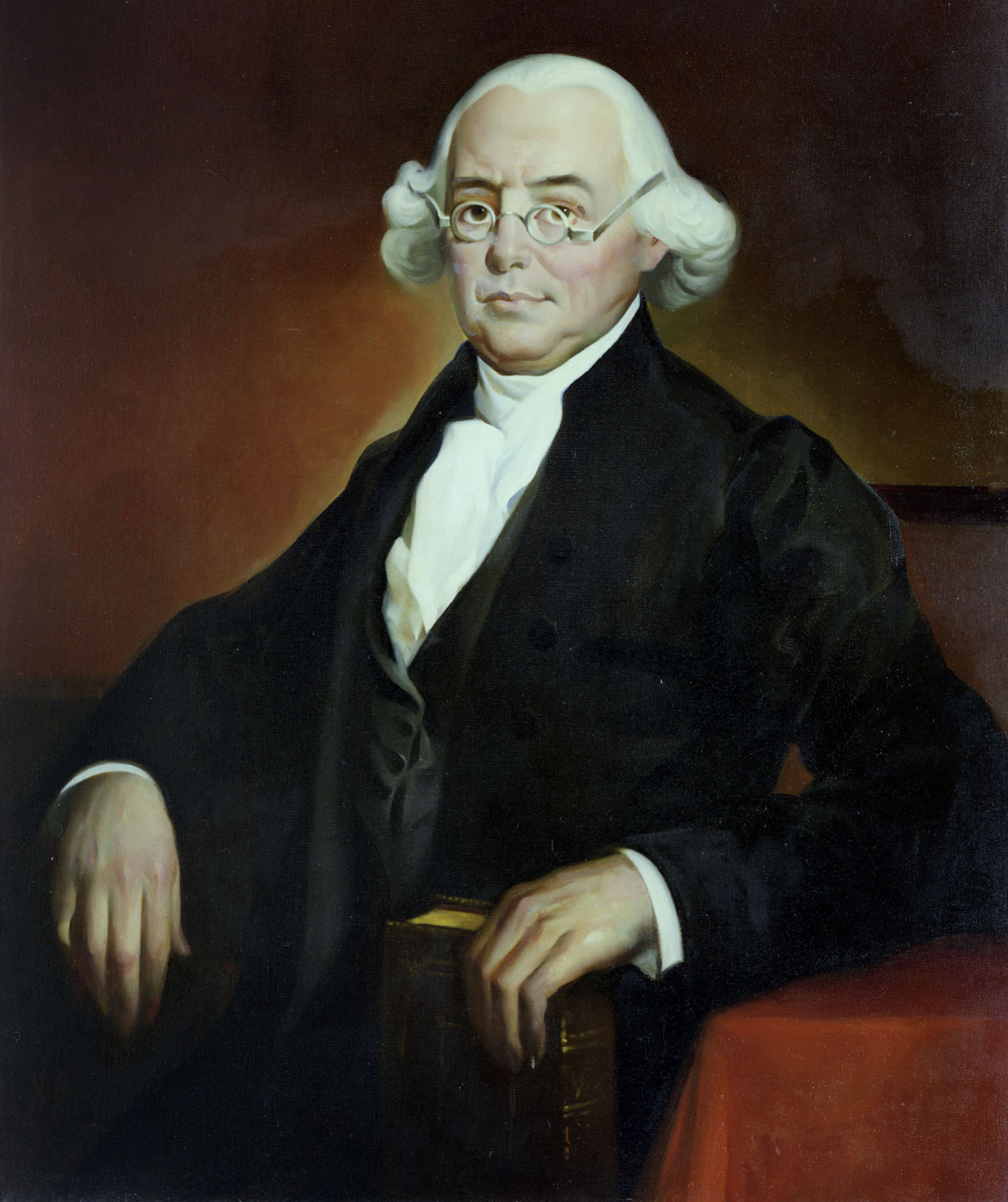
James Wilson
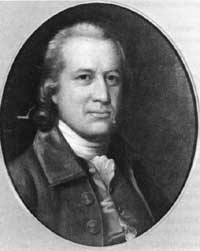
Oliver Wolcott
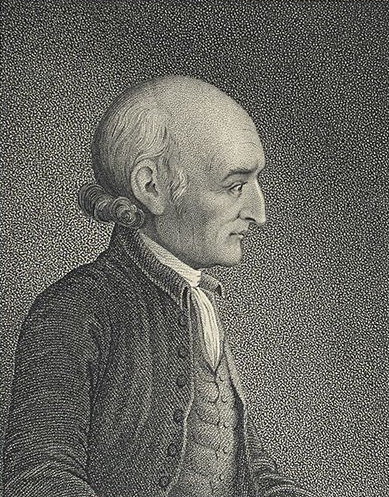
George Wythe

### De 39 ondertekenaars van de Amerikaanse Grondwet

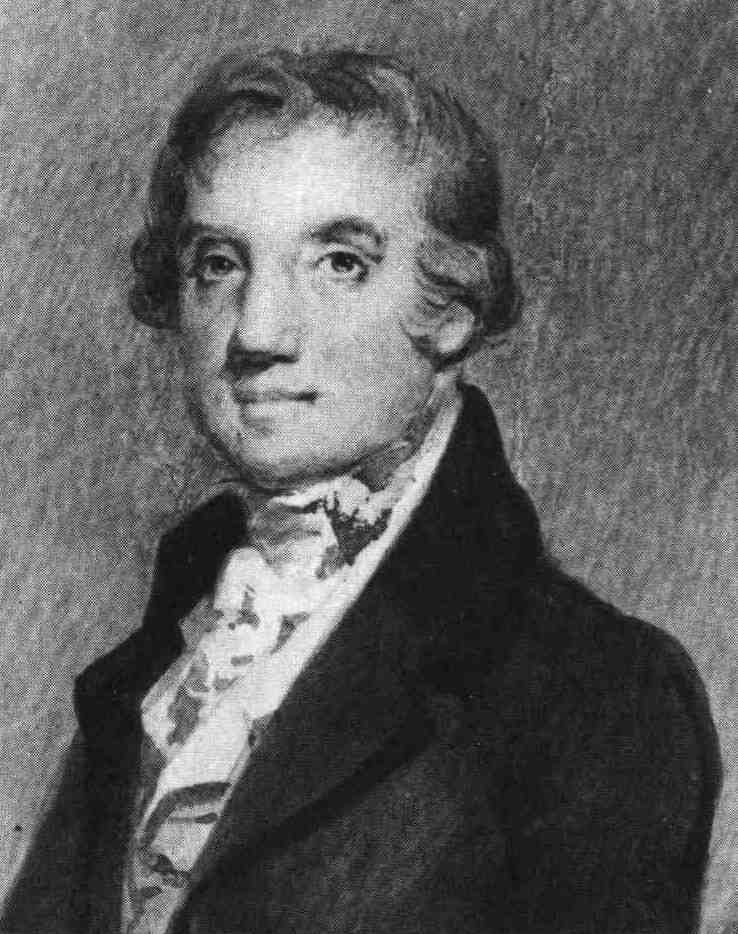
Abraham Baldwin
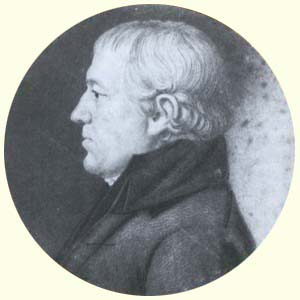
Richard Bassett
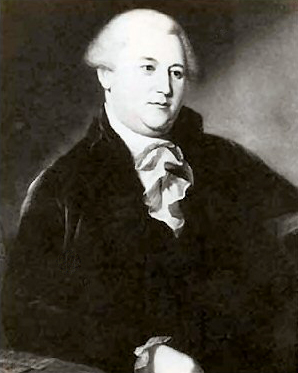
Gunning Bedford jr.
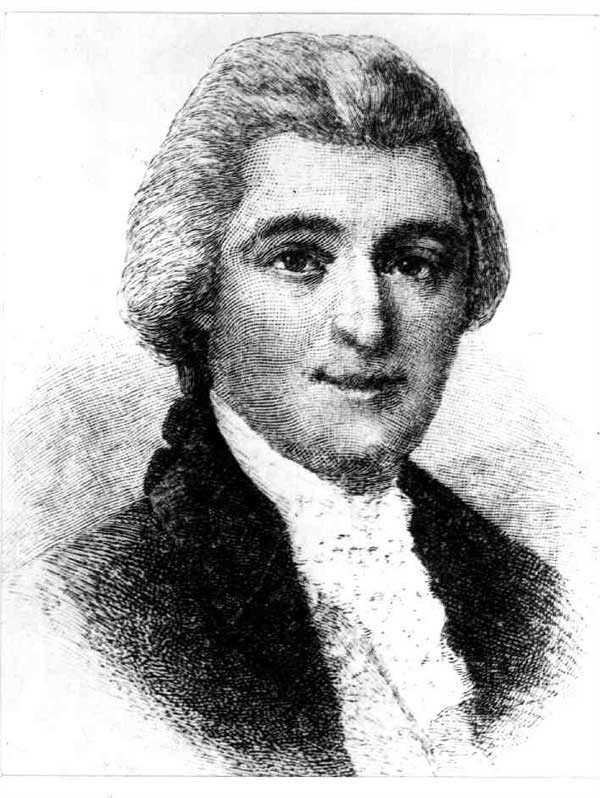
William Blount
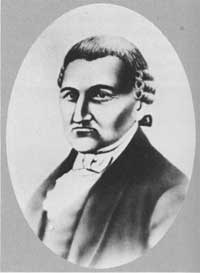
David Brearly
Jacob Broom
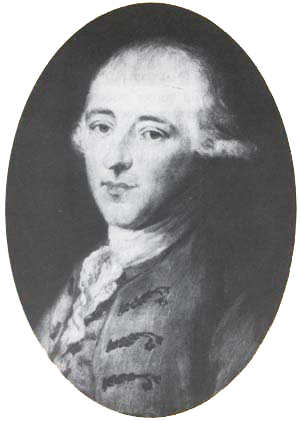
Pierce Butler
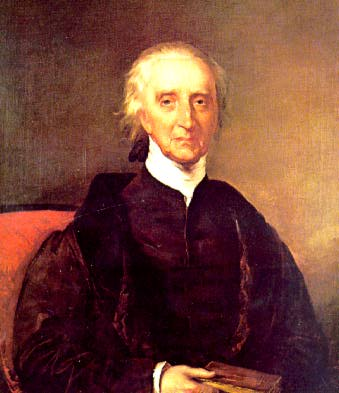
Daniel Carroll
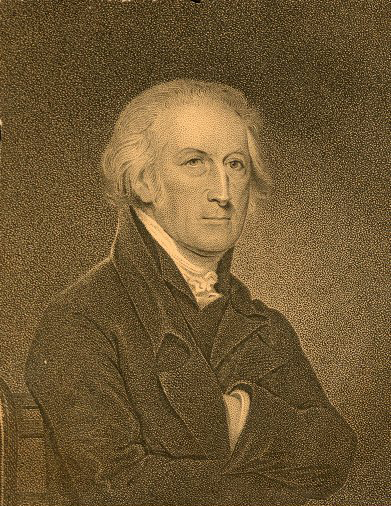
George Clymer
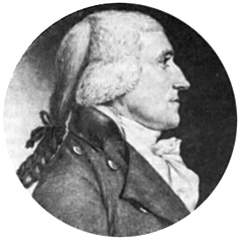
Jonathan Dayton
John Dickinson
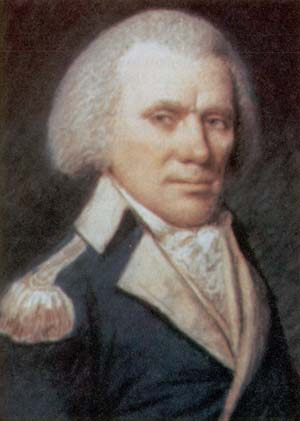
William Few
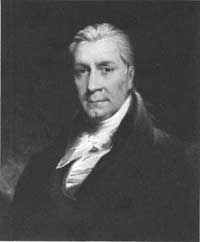
Thomas Fitzsimons
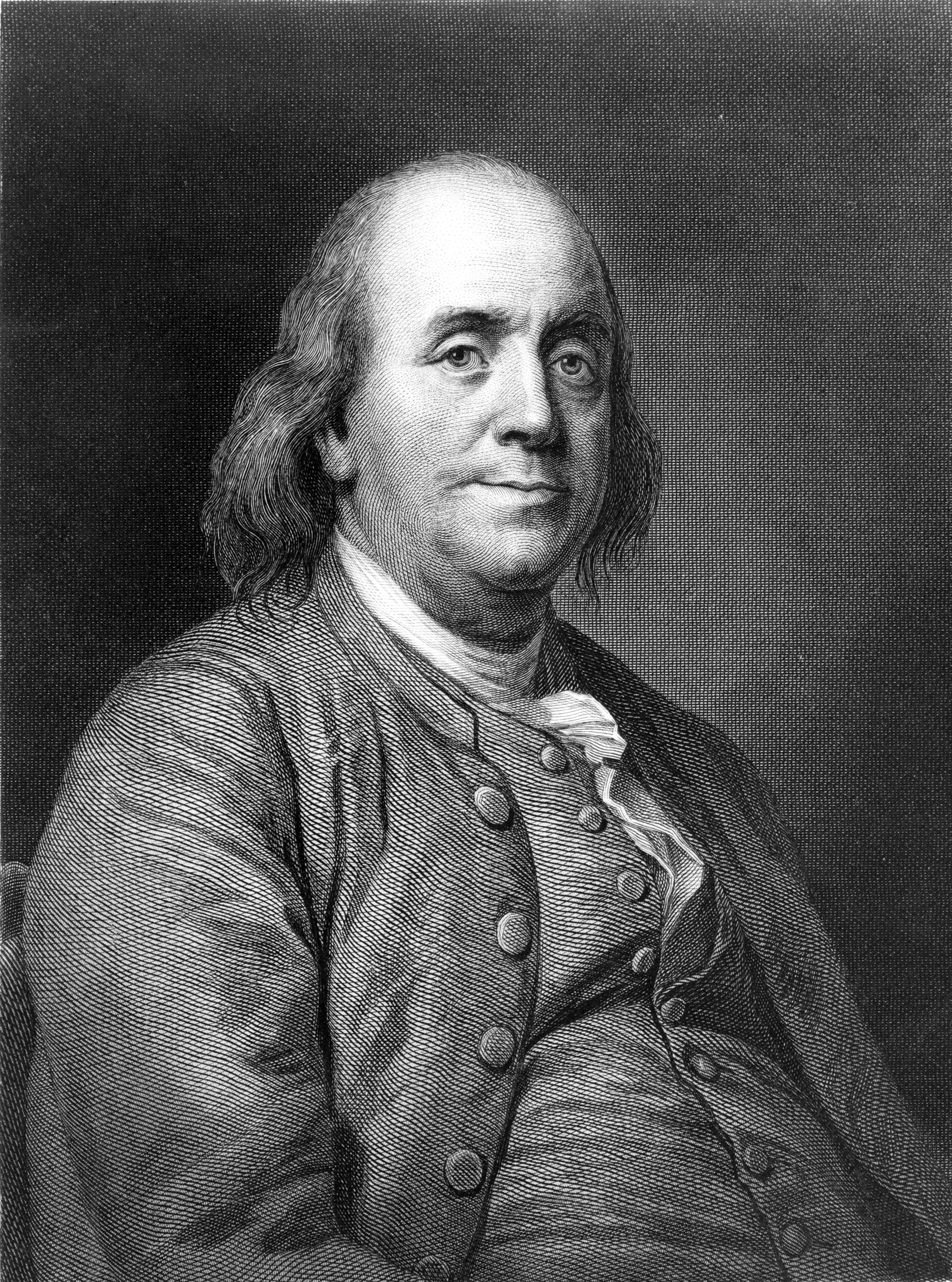
Benjamin Franklin
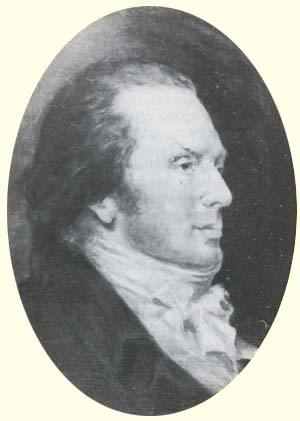
Nicholas Gilman
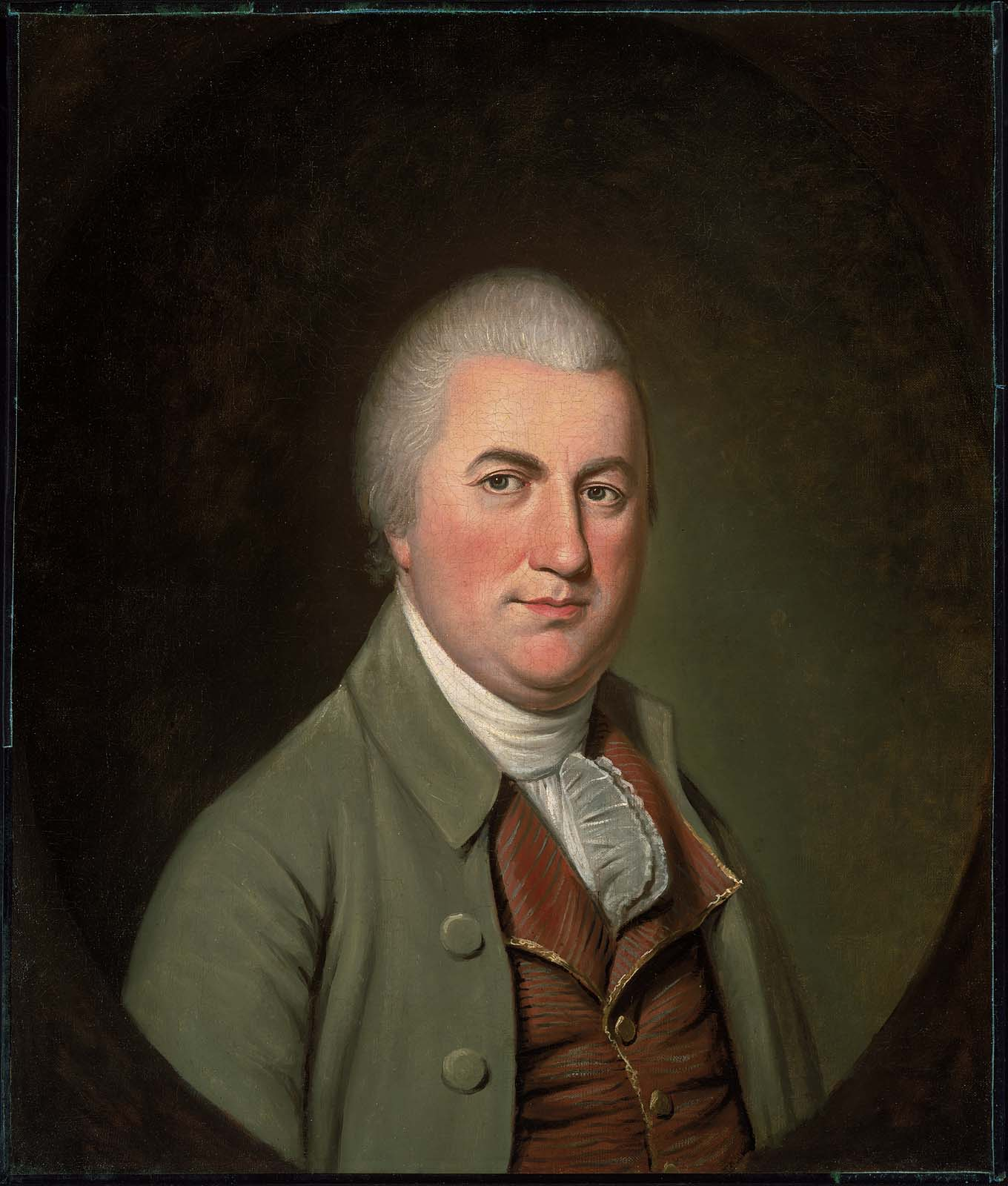
Nathaniel Gorham
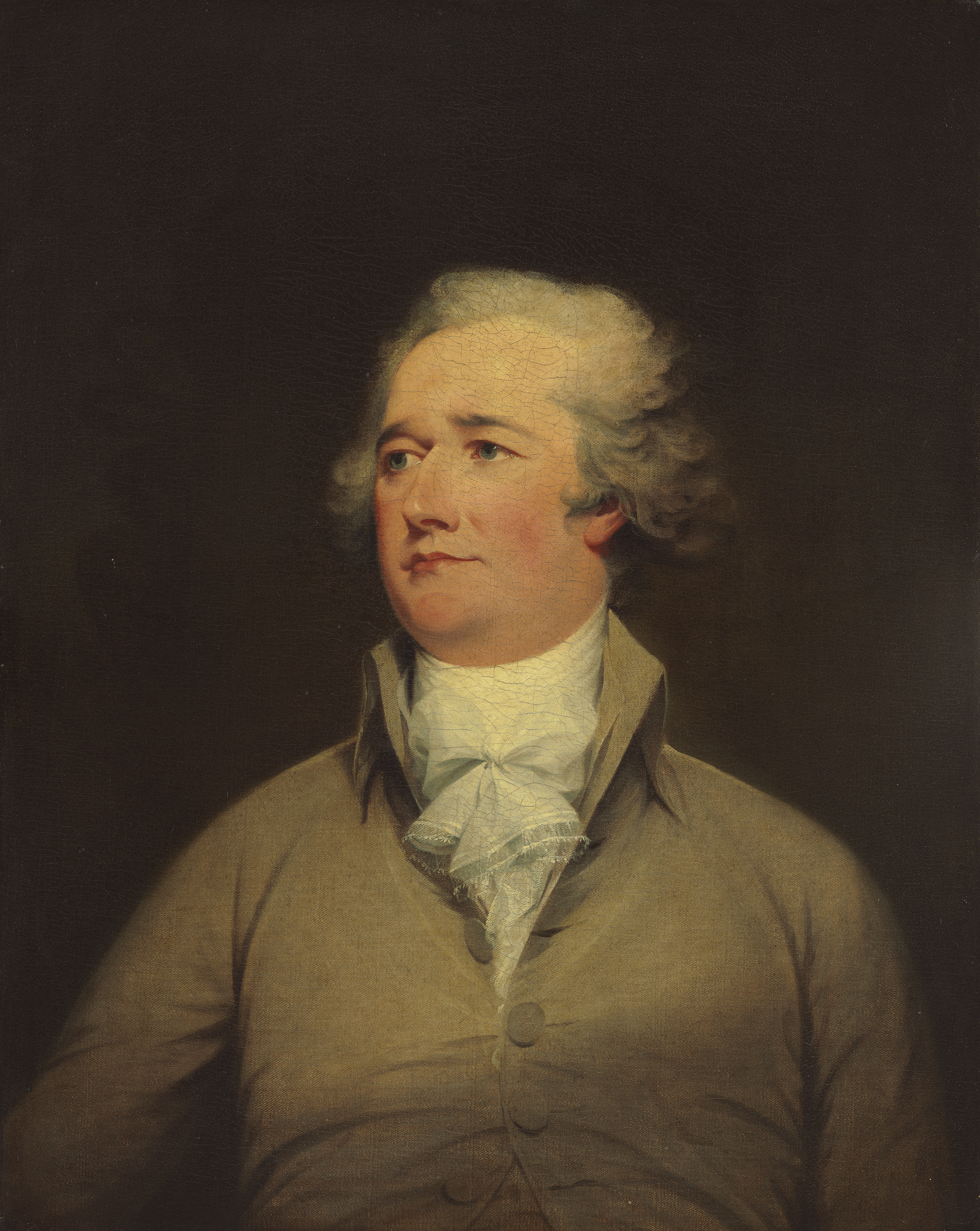
Alexander Hamilton
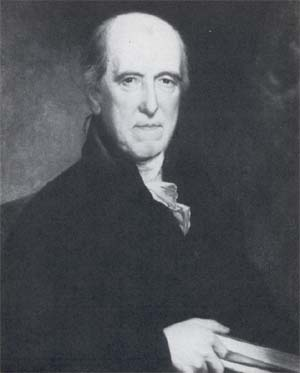
Jared Ingersoll
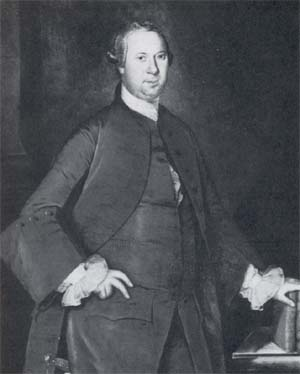
Daniel of St. Thomas Jenifer
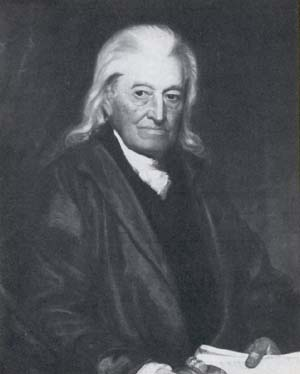
William Samuel Johnson
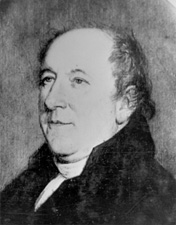
Rufus King
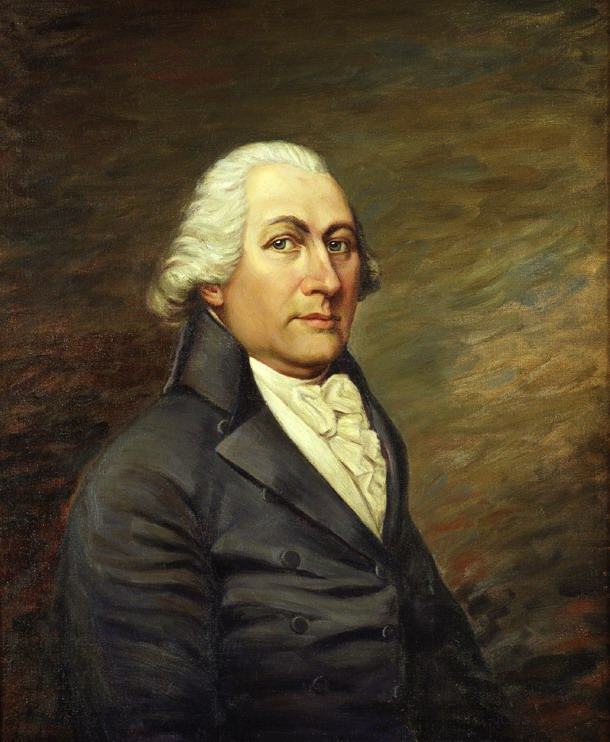
John Langdon
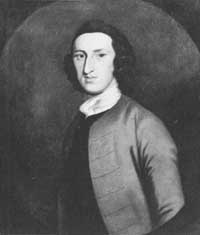
William Livingston
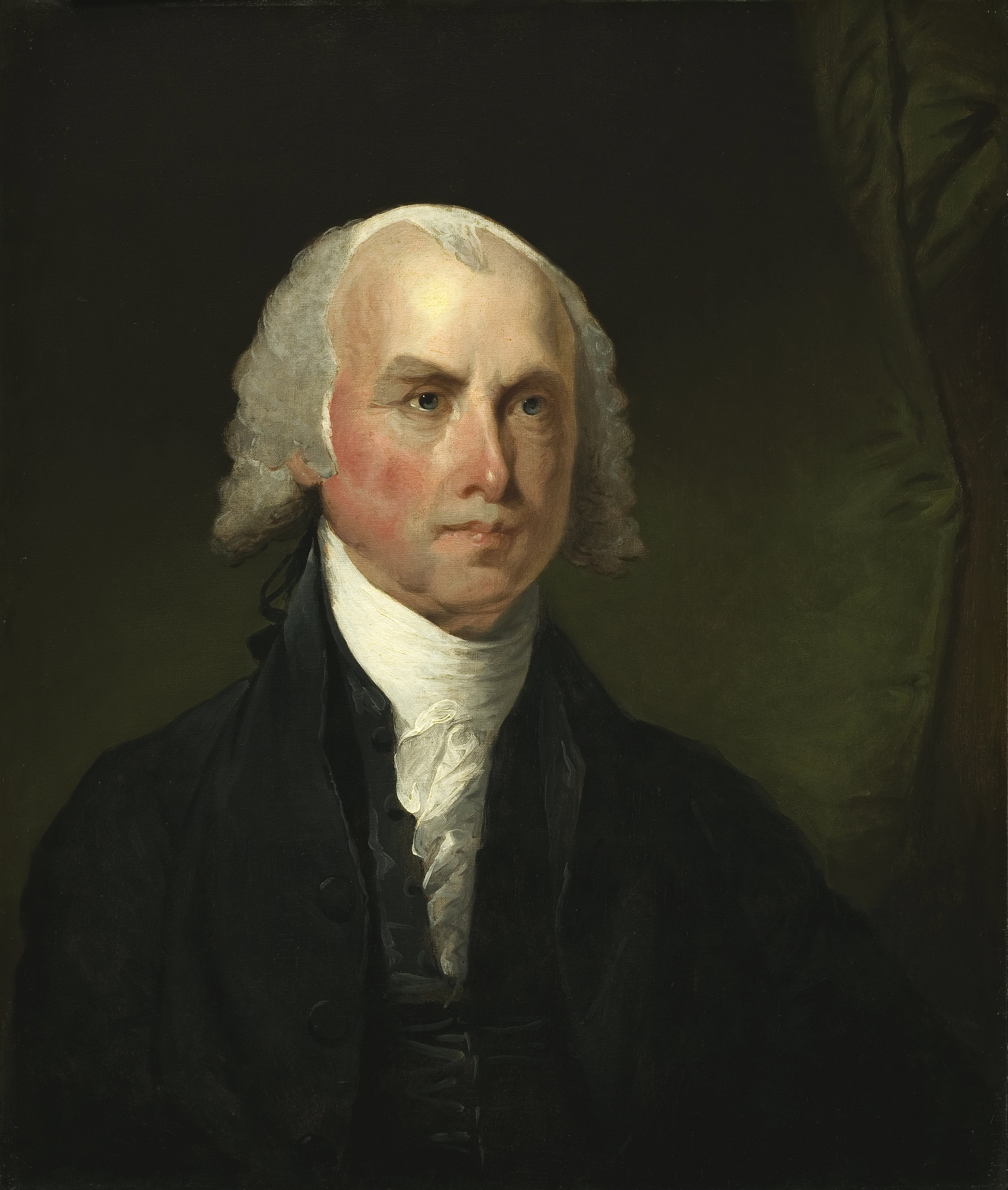
James Madison
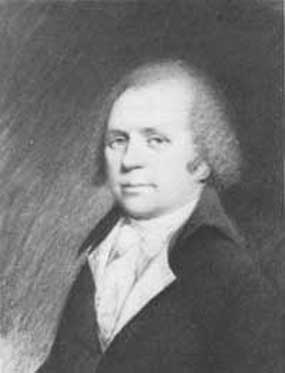
James McHenry
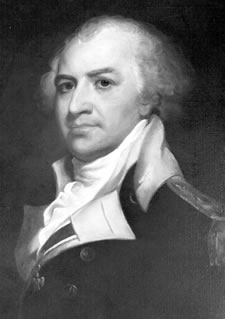
Thomas Mifflin
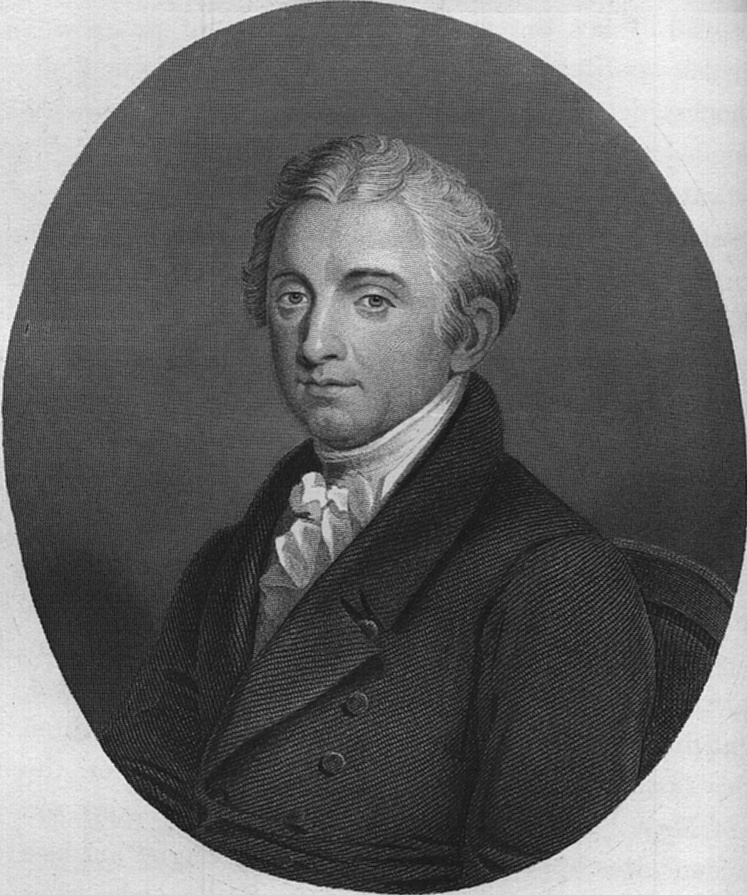
Gouverneur Morris
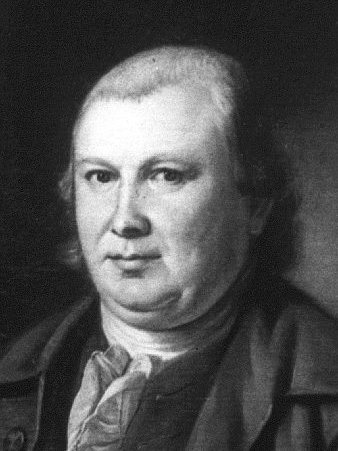
Robert Morris
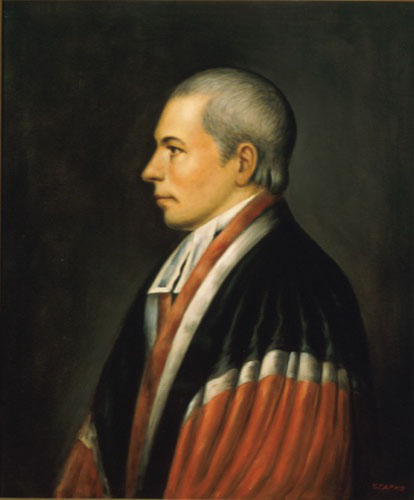
William Paterson
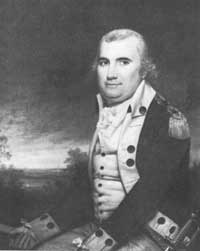
Charles Cotesworth Pinckney
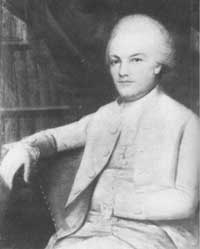
Charles Pinckney
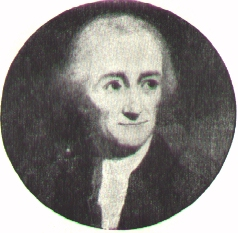
George Read
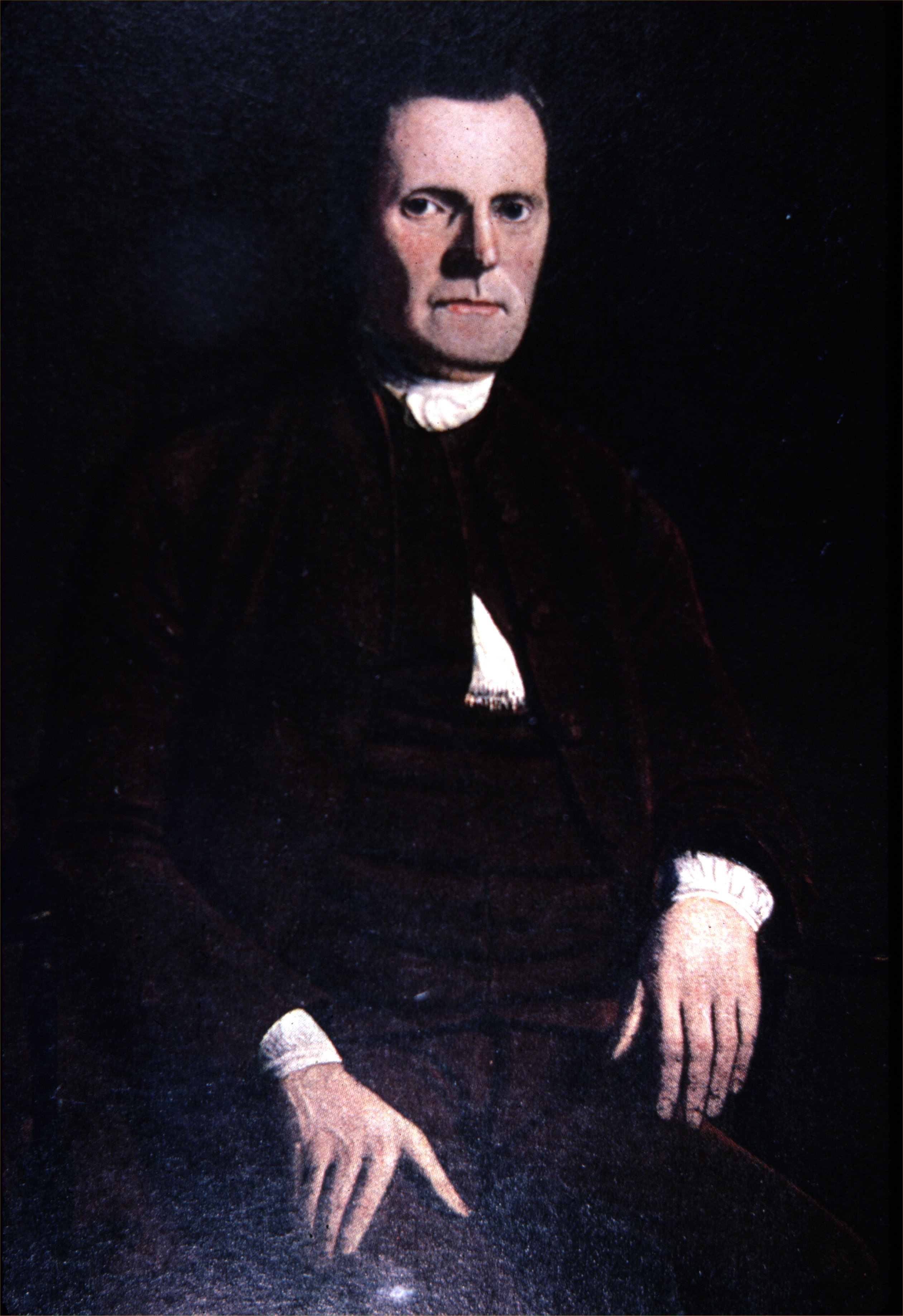
Roger Sherman
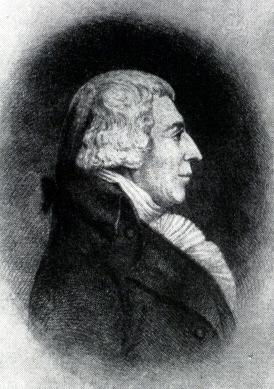
Richard Dobbs Spaight
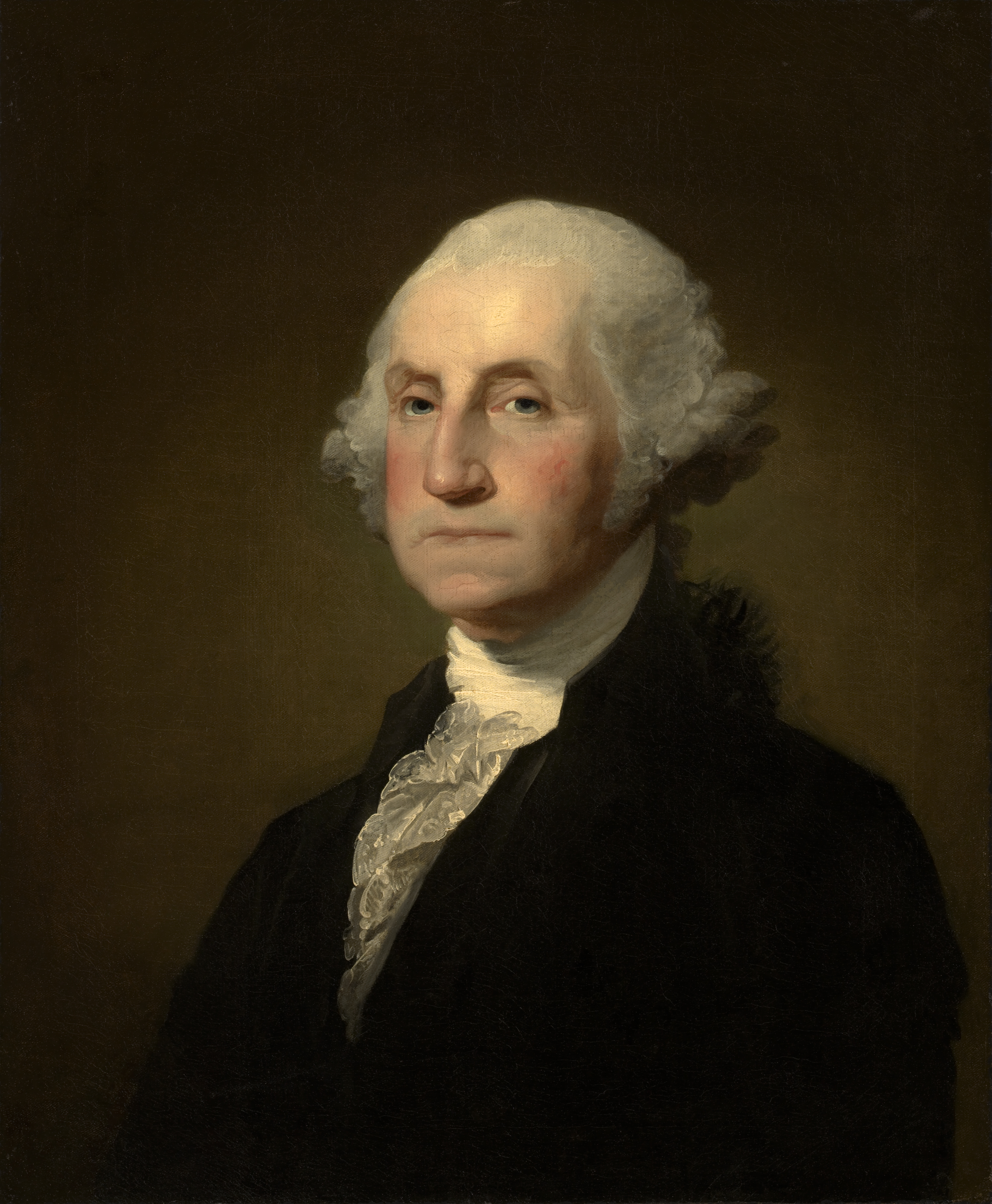
George Washington
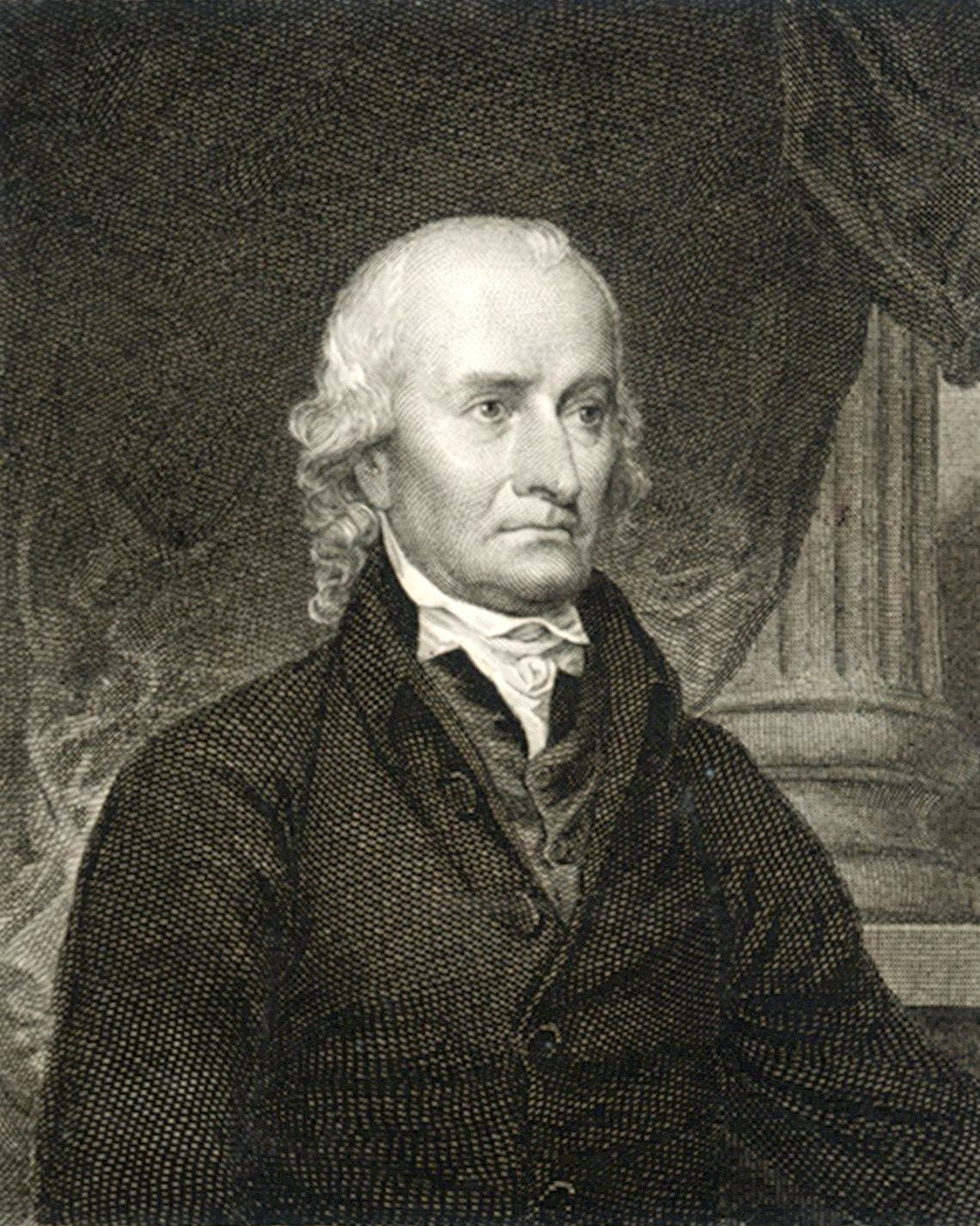
Hugh Williamson
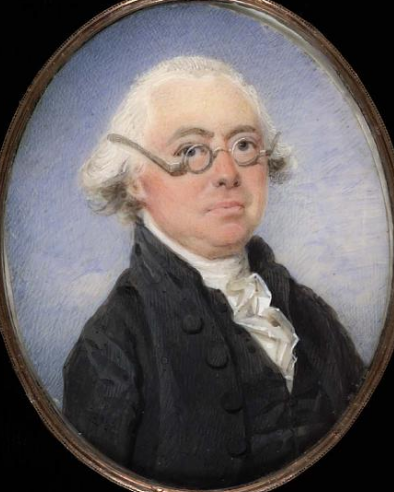
James Wilson

### De 16 afgevaardigden van de Conventie die de Amerikaanse Grondwet niet ondertekenden

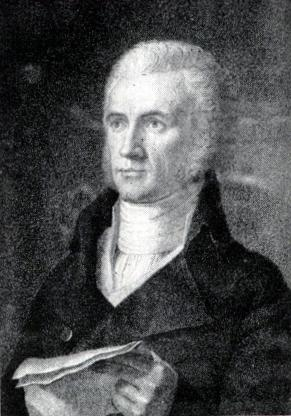
William Richardson Davie
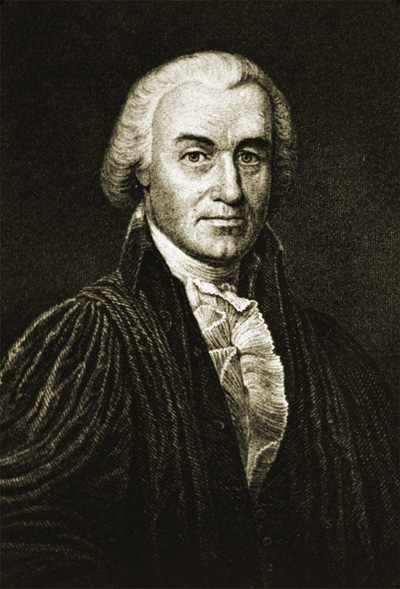
Oliver Ellsworth
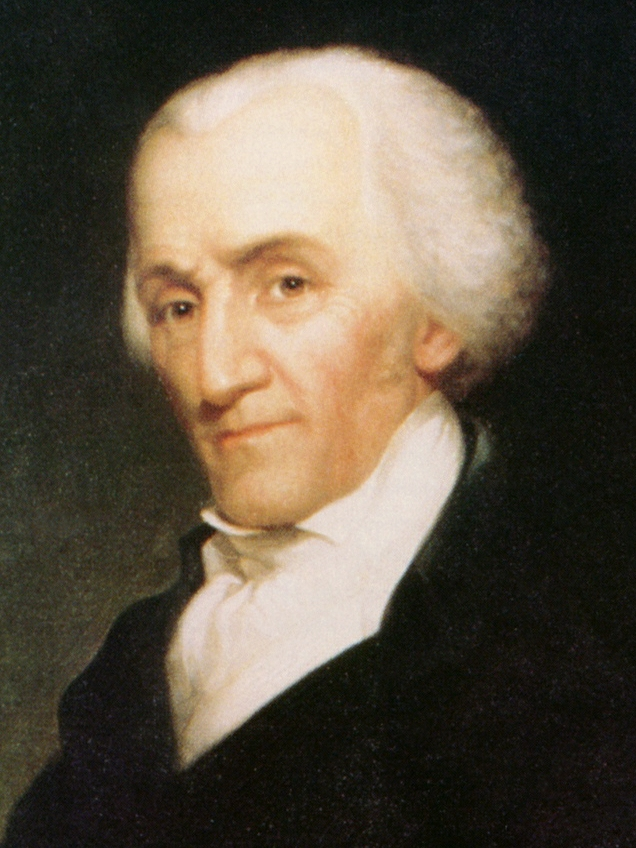
Elbridge Gerry
William Houston
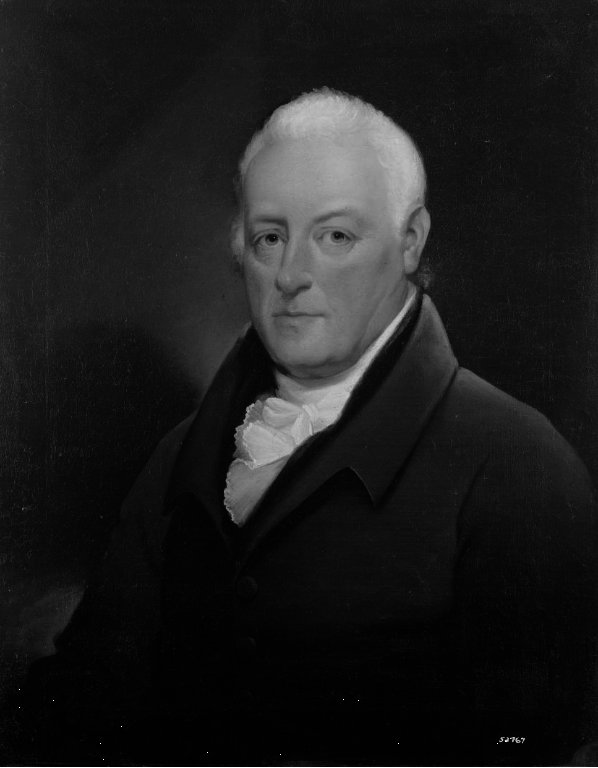
John Lansing jr.
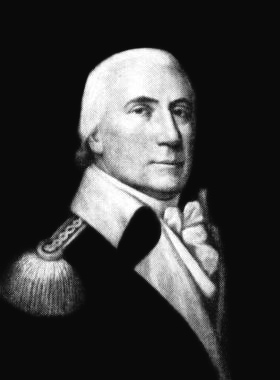
Alexander Martin
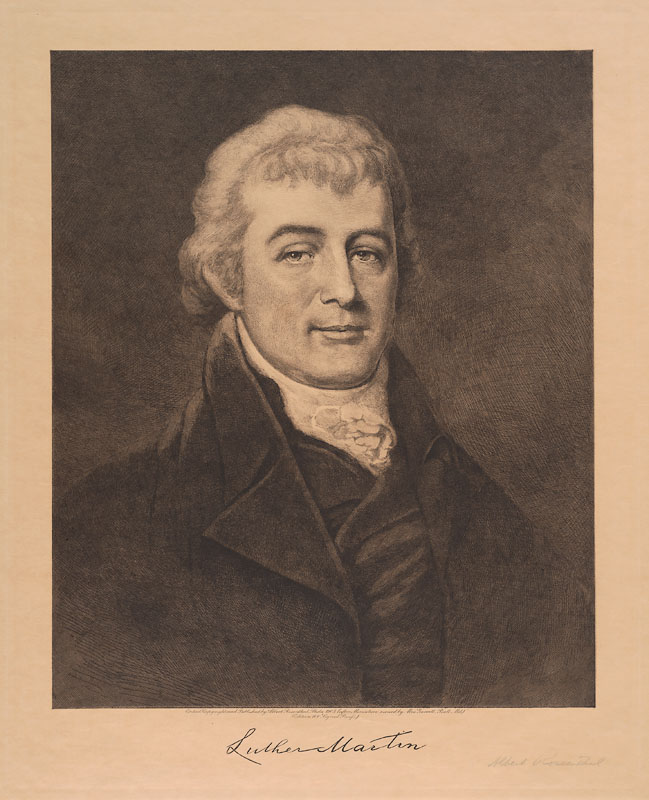
Luther Martin
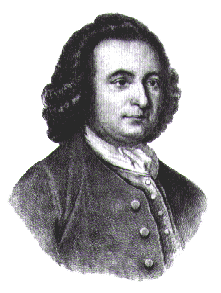
George Mason
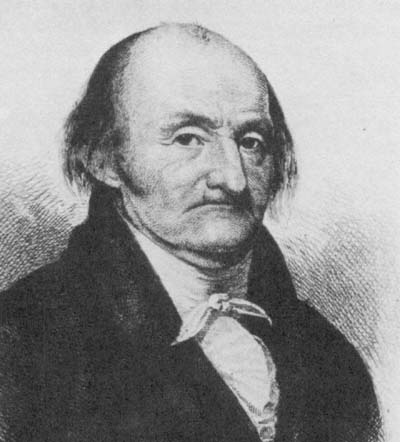
James McClurg
John Francis Mercer
William Leigh Pierce
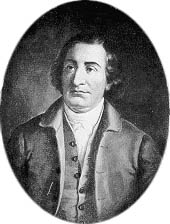
Edmund Randolph
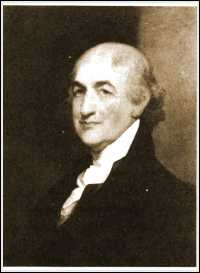
Caleb Strong
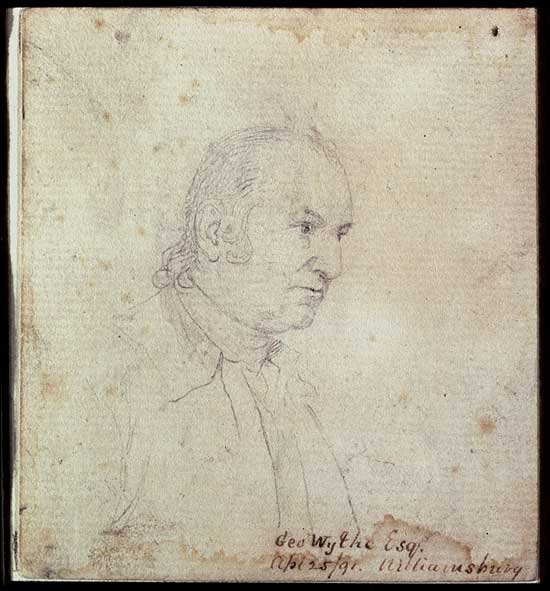
George Wythe
Robert Yates

### Anderen

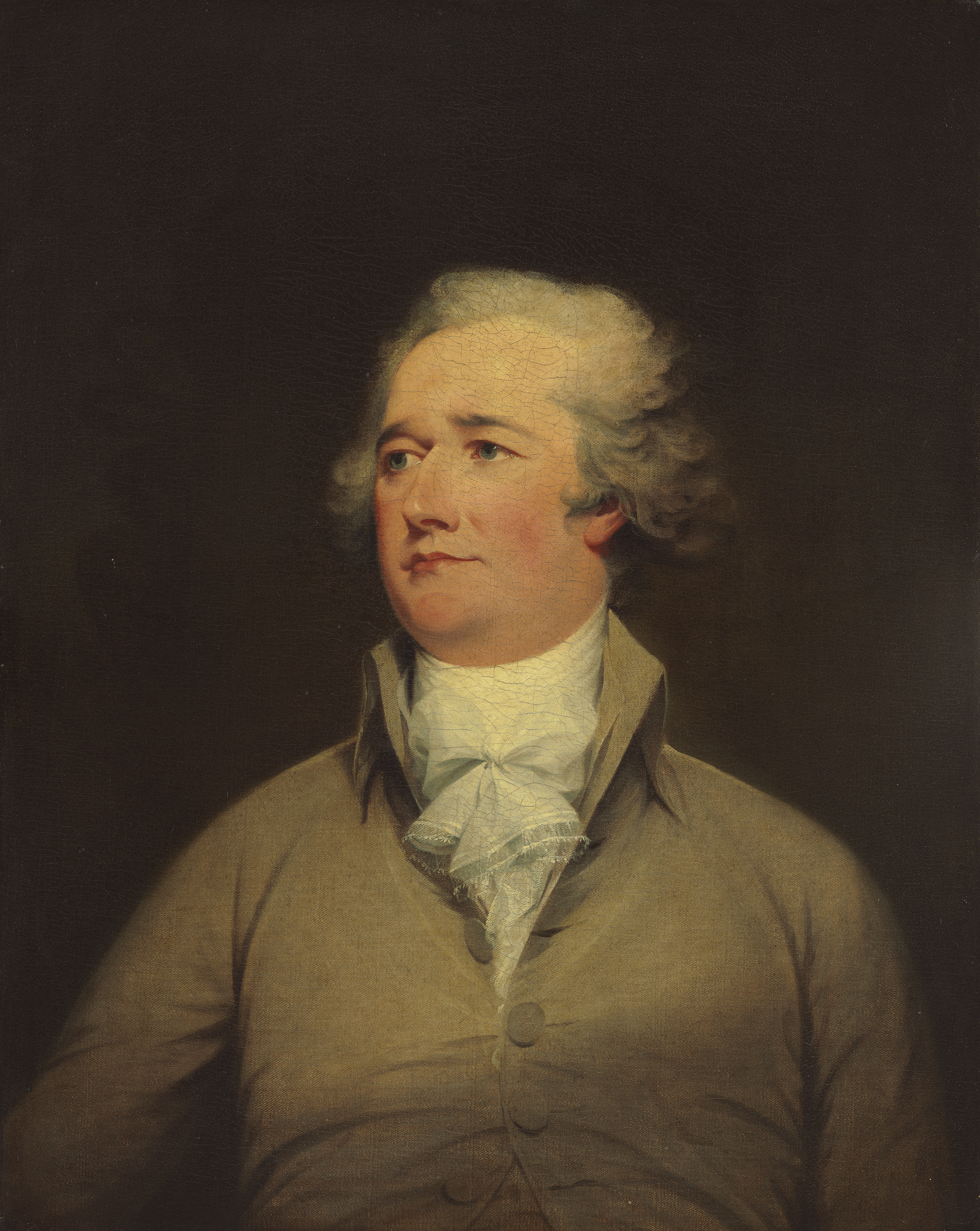
Alexander Hamilton
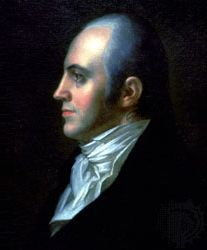
Aaron Burr
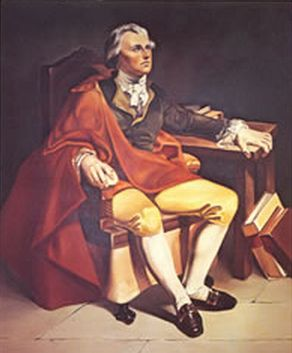
Richard Bland
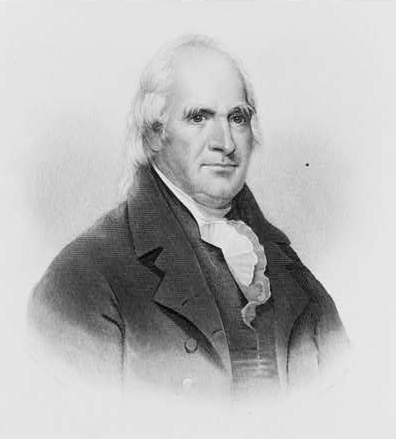
George Clinton
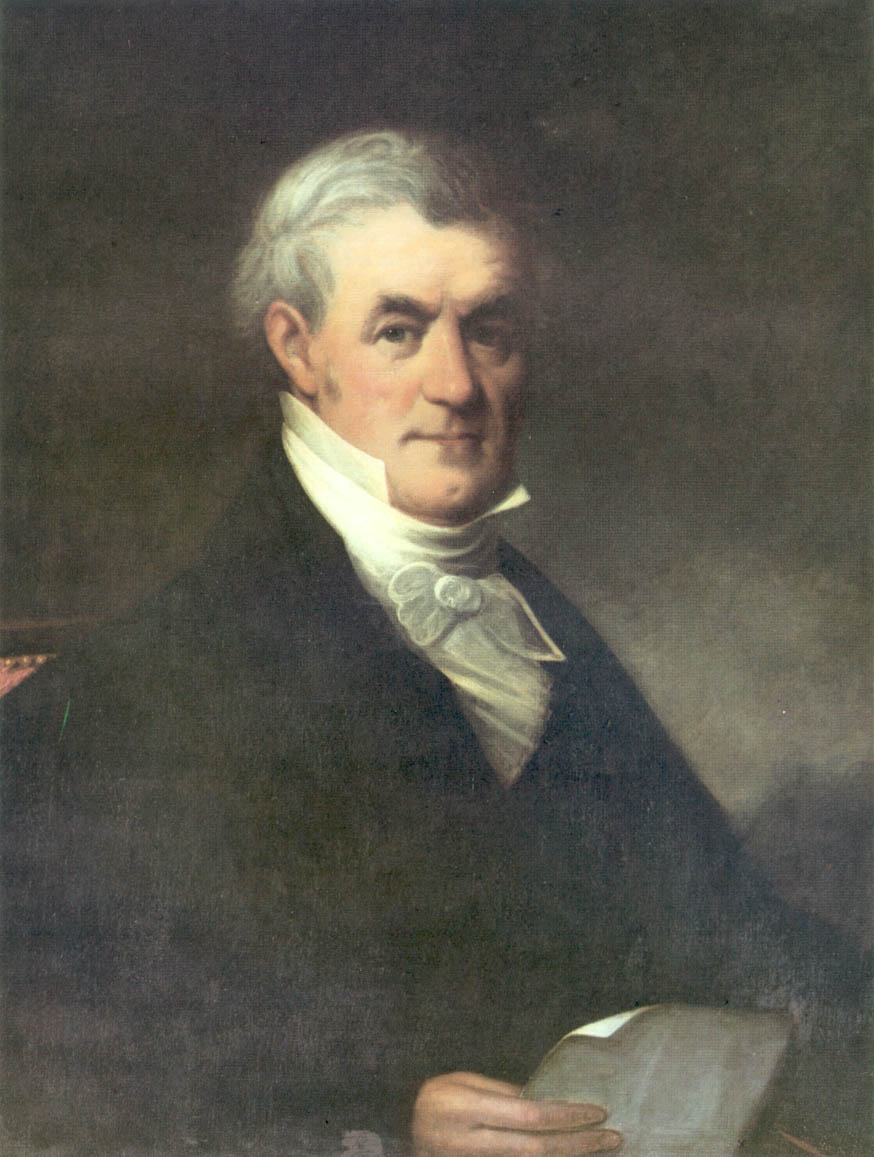
William Eustis
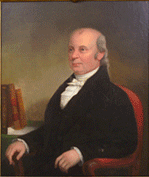
Levi Lincoln, Sr.
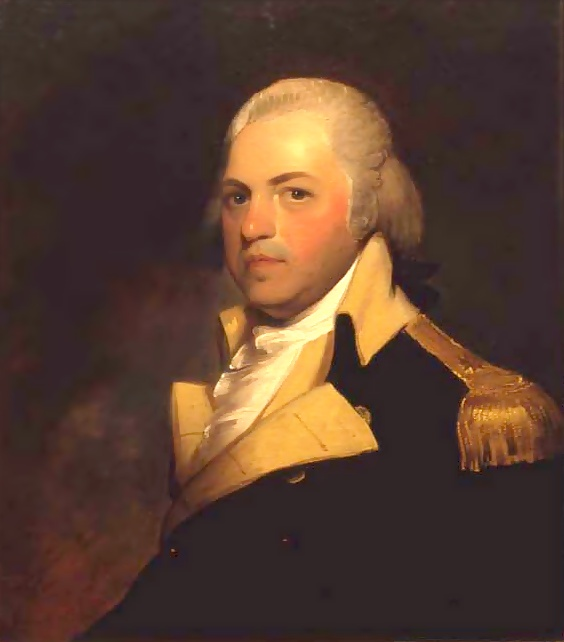
Henry Lee III
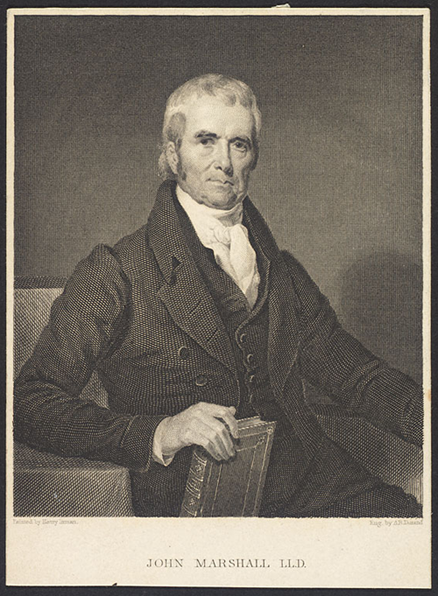
John Marshall
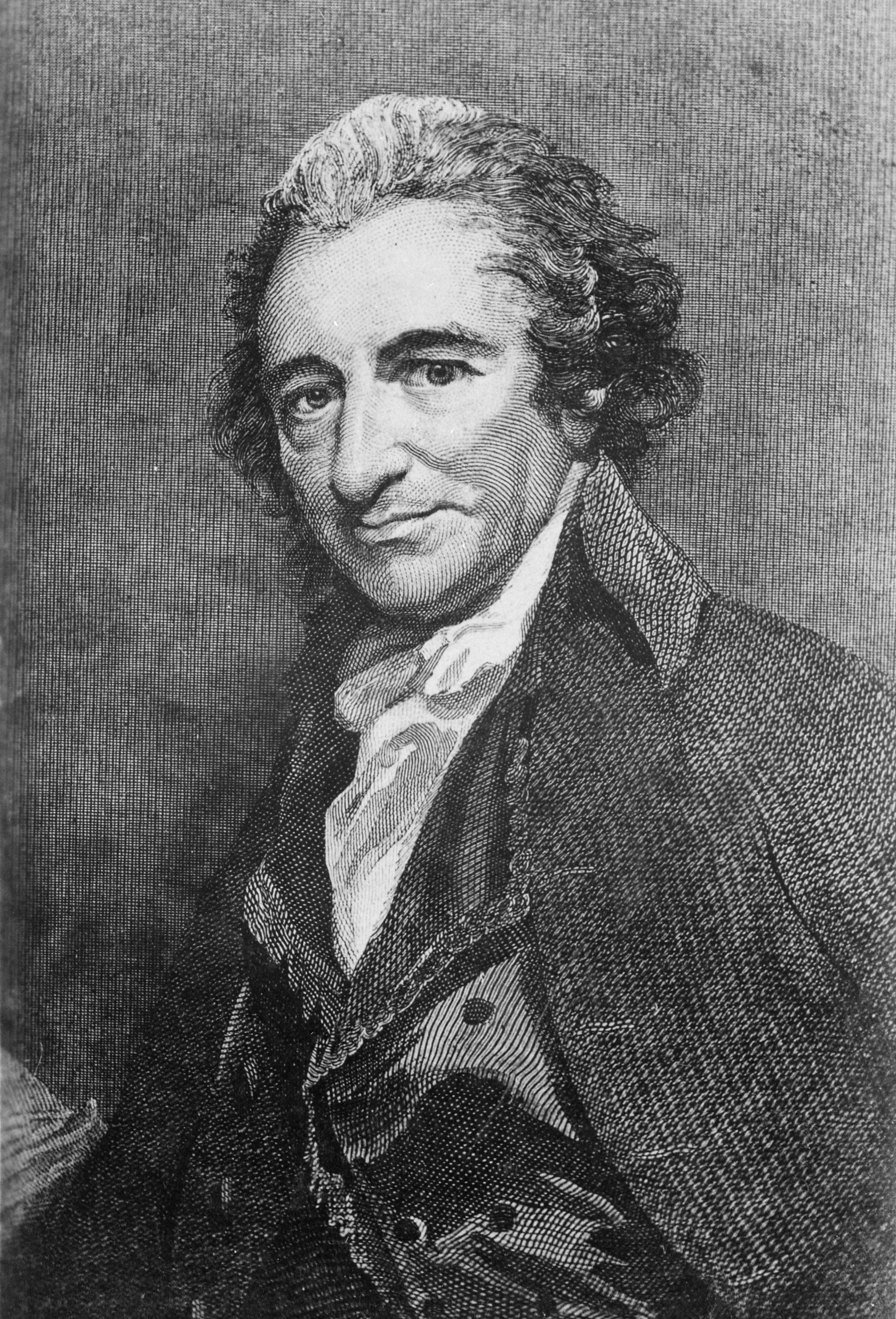
Thomas Paine
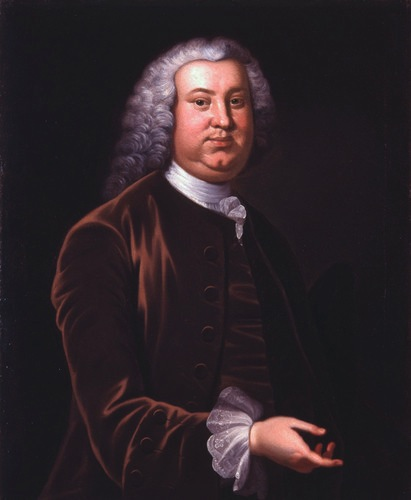
Peyton Randolph